# Гражданская война в Сирии
Гражда́нская война́ в Си́рии (араб. ٱلْحَرْبُ ٱلْأَهْلِيَّةُ ٱلسُّورِيَّةُ‎: эль-харб эль-ахли́я эс-сури́я) — многосторонний и многоуровневый вооружённый конфликт на территории Сирии, начавшийся после жестокого разгона президентом Башаром Асадом мирных демократических протестов в 2011 году, шедших в рамках Арабской весны; конфликт перерос в восстание против режима Асада и затяжную войну, в которую с течением времени оказались вовлечены не только основные государства региона, но и международные организации, военно-политические группировки и мировые державы. В декабре 2024 года по итогу наступления антиправительственных сил произошло падение режима Асада, в настоящее время все значимые революционные группировки были объединены в состав временного правительства. Вооружённое сопротивление ему продолжают оказывать боевики Исламского государства и проасадистское движение «Сирийское народное сопротивление». Крупномасштабные боевые действия фактически завершились.
Основными участниками конфликта являлись регулярные вооружённые и военизированные формирования, выступавшие на стороне президента Башара Асада (Сирийские арабские вооружённые силы, Национальные силы обороны и др.), формирования «умеренной» сирийской оппозиции (Свободная сирийская армия, арабские суннитские племенные формирования), курдские регионалисты (Отряды народной самообороны, Сирийские демократические силы), а также различного рода исламистские и джихадистские террористические группировки (ИГ, Фронт ан-Нусра (в настоящее время «Хайят Тахрир аш-Шам») и т. д.), в деятельности которых участвовали многочисленные добровольцы из-за рубежа.
Стороны конфликта получали военную помощь от других государств: поддержку правительственным силам оказывали Россия и Иран, тогда как сирийская оппозиция получала помощь от западных держав, Турции, Израиля и монархий Персидского залива. На стороне правительства также выступали иностранные шиитские военизированные формирования, созданные, обученные и вооружённые Ираном. Ввиду значительного вовлечения в конфликт иностранных государств и организаций ряд экспертов характеризовал его как опосредованную войну между региональными державами.
Начавшиеся в марте 2011 года на волне «Арабской весны» антиправительственные выступления привели к массовым беспорядкам в различных городах Сирии, а уже летом того же года переросли в полномасштабный вооружённый конфликт. Основные требования оппозиции включали отставку президента Башара Асада, отмену действовавшего с 1963 года режима чрезвычайного положения и проведение в стране демократических преобразований.
Первоначально боевые действия велись между правительственной армией и формированиями «Свободной сирийской армии» (ССА). Головной организацией сирийской оппозиции стал Сирийский национальный совет (СНС), в который на тот период входили все антиправительственные фракции. Однако впоследствии в рядах оппозиции произошёл раскол — первыми из его состава вышли курдские организации, сформировавшие на территории Сирийского Курдистана собственные органы власти (Высший курдский совет), а в 2013 году наиболее радикальные исламистские группировки образовали «Исламский фронт».
C марта 2020 года до конца 2024 года бои на линии фронта в основном затихли, но продолжались регулярные стычки. Тяжёлые бои возобновились с крупным наступлением повстанцев на северо-западе во главе с исламистской организацией Тахрир аш-Шам в конце ноября 2024 года, в ходе которого был вновь был захвачен Алеппо Наступление продолжилось и на юге страны, правительственные войска перестали оказывать сопротивление, к 8 декабря повстанцы вошли в столицу Дамаск, а президент Асад покинул Сирию. Режим Асада был свергнут.
По данным ООН, к 2015 году в ходе конфликта погибло около 220 тыс. человек. Война стала одной из главных причин европейского миграционного кризиса, вызвав массовый исход беженцев из Сирии. Конфликт характеризовался ожесточёнными боевыми действиями, беспорядочными обстрелами населённых пунктов, массовыми убийствами и многочисленными военными преступлениями против мирного населения. Колоссальный ущерб был нанесён экономике и инфраструктуре страны. По оценкам российских военных на конец 2018 года, за период боевых действий начиная с 2011 года Сирию покинули более 6,9 млн беженцев. Согласно данным Управления Верховного комиссара ООН по делам беженцев, на 1 декабря 2018 г. в 45 государствах находилось 6 664 415 официально зарегистрированных сирийских беженцев, в том числе 1 999 325 женщин и 3 398 852 ребёнка. Большинство беженцев обосновались в следующих государствах: Турция (3,6 млн.), Ливан (ок. 952 тыс.), Иордания (ок. 674 тыс.), Германия (ок. 534 тыс.), Ирак (ок. 252 тыс.). По состоянию на декабрь 2018 года, в 412 населённых пунктах, наименее пострадавших от военных действий, были развёрнуты пункты приёма и размещения беженцев примерно на 1,5 млн мест. Возвращение беженцев затрудняет то, что в крупных городах и населённых пунктах, находившихся в зоне боевых действий, инфраструктура, по разным оценкам, разрушена на 40-70 %.
Международные организации подвергли критике практически все вовлечённые стороны, в том числе правительство Сирии, ИГ, оппозиционные повстанческие группировки, Россию, Турцию и возглавляемую США коалицию за серьёзные нарушения прав человека и массовые убийства.

## Предпосылки конфликта
К затяжной и кровопролитной гражданской войне в стране привел жестокий разгон президентом Башаром Асадом мирного демократического восстания, а также сочетание целого ряда других факторов: политических, экономических, социальных, религиозных и других. С 1963 по 2011 год в стране действовало чрезвычайное положение, и публичные собрания более пяти человек были запрещены. Силы безопасности обладали широкими полномочиями по аресту и задержанию. Несмотря на надежды на демократические перемены после Дамасской весны 2000 года, Башар аль-Асад, как широко сообщалось, не смог осуществить никаких улучшений. В отчёте Хьюман Райтс Вотч, опубликованном незадолго до начала восстания 2011 года, говорится, что ему не удалось существенно улучшить положение в области прав человека с момента прихода к власти. Социально-экономическое неравенство значительно увеличилось после того, как Хафез аль-Асад в последние годы своей жизни начал политику свободного рынка, и усилилось после прихода к власти Башара аль-Асада. С упором на сектор услуг, эта политика принесла пользу меньшинству населения страны, в основном людям, имевшим связи с правительством, и членам класса суннитских торговцев Дамаска и Алеппо. В 2010 году номинальный ВВП Сирии на душу населения составлял всего 2834 доллара, что сопоставимо со странами Африки к югу от Сахары, такими как Нигерия, и намного ниже, чем у её соседей, таких как Ливан, с годовым темпом роста 3,39 %, что ниже большинства других развивающихся стран. В стране также наблюдается особенно высокий уровень безработицы среди молодёжи. В начале войны недовольство правительством было наиболее сильным в бедных районах Сирии, преимущественно среди консервативных суннитов. К ним относятся города с высоким уровнем бедности, такие как Дараа и Хомс, а также более бедные районы крупных городов.
В 2006/2007 году сельское хозяйство Сирии подверглось небывалой засухе, сохранявшейся на протяжении последующих трёх лет, воздействие которой усугубила многолетняя политика сирийских властей по стимулированию роста сельскохозяйственного производства, что привело к истощению водных ресурсов и опустыниванию земель. Уже в первый год засухи сельскохозяйственные предприятия в северо-восточных регионах, снабжавших зерном всю страну и обеспечивавших две трети сельскохозяйственного производства Сирии, потерпели крах. Доля сельского хозяйства в ВВП Сирии упала с 25 % (2003) до 17 % (2008). В 2008 году впервые с середины 1990-х годов правительству пришлось произвести крупные закупки пшеницы за рубежом. За один год цены на пшеницу, рис и корма увеличились более чем в два раза. Объёмы производства у мелких и средних земледельцев и скотоводов упали до нуля. К февралю 2010 года в связи с засухой и продолжающимся ростом цен на корма было уничтожено практически всё поголовье скота.
Башар Асад, сменивший своего отца на президентском посту в 2000 году, в числе других мер по либерализации экономики сократил субсидии фермерам на закупки горючего и продовольствия. Несмотря на наступление засухи, это решение не было отменено, что ещё более усугубило ситуацию в сельском хозяйстве.
Ещё в 2009 году ООН и Красный Крест сообщали, что в результате засухи потеряли средства к существованию около 800 тысяч человек, а в 2010 году, по оценке ООН, на грани голода оказалось до миллиона человек.
Население сельских районов, неспособное противостоять затянувшейся жестокой засухе, в массовом порядке потянулось в города — Дамаск, Алеппо, Дейр-эз-Зор и другие.
Число сирийцев, которые оказались вынуждены покинуть свои места проживания из-за засухи, оценивается в 1,5 млн. Большинство переселилось на окраины городов, и без того испытывавших напряжение в связи с чрезмерным демографическим ростом (∼2,5 % в год) и наплывом иракских беженцев (1,2-1,5 млн за период с 2003 по 2007 годы). К 2010 году внутренне перемещённые лица и иракские беженцы составили около 20 % городского населения Сирии. Если в 2002 году городское население Сирии насчитывало 8,9 млн, то к концу 2010 года оно выросло до 13,8 млн, то есть более чем в полтора раза. Некоторые источники считают, что чрезмерный рост численности городского населения в немалой степени способствовал возникновению внутрисирийского конфликта.
Именно брошенное властями на произвол судьбы население стремительно разрастающихся окраин сирийских городов, с их незаконными поселениями, скученностью, неразвитой инфраструктурой, высоким уровнем безработицы и преступности, превратилось в рассадник протестных настроений. Таким образом, внутренняя миграция, вызванная жестокой продолжительной засухой, усугубила воздействие целого ряда других факторов, способствовавших росту народного недовольства, — безработицы, коррупции и удручающего социального неравенства, в сочетании с последствиями непродуманной экономической политики и расточительного использования имеющихся ресурсов, а также медленного и неэффективного реагирования режима Асада на чрезвычайные обстоятельства.
В ряде источников указывается, что «арабская весна» (падение правящих режимов в Египте и Тунисе) своим революционизирующим воздействием лишь инициировала гражданские протесты, глубинные причины которых коренились в таких хронических проблемах Сирии, как недовольство населения социально-политической системой и авторитарным правлением Асада в частности и доминированием представителей алавитского конфессионального меньшинства (ок. 12 % населения) во властных и военных структурах в целом, режим чрезвычайного положения, сохранявшийся с 1963 года, репрессии и всесилие спецслужб, отсутствие свободы слова и других личных свобод, сосредоточение всей полноты власти в руках президента страны и высшего руководства Партии арабского социалистического возрождения (БААС) при запрете независимых политических партий, экономическая и политическая коррупция, религиозные противоречия, курдская проблема и другие. Придя к власти в 2000 году, Башар Асад начал либеральные реформы. В стране начались публичные общественно-политические дискуссии (форумы), в которых участвовали сотни представителей сирийской интеллигенции, была объявлена масштабная политическая амнистия, оживились «Братья-мусульмане», деятельность которых была запрещена с 1982 года (сирийское руководство установило контакты с представителями «Братьев-мусульман» и другими оппозиционными группировками за границей ещё в 1990-е годы, используя их амнистированных сторонников в самой Сирии). Так называемая «дамасская (сирийская) весна», однако, быстро закончилась, чему способствовала позиция многих членов сирийского руководства, которых Башар Асад «унаследовал» от своего отца, Хафеза Асада. Когда в независимых СМИ начали остро критиковать период правления президента Хафеза Асада, Башар Асад заявил, что Сирия пойдёт по пути поэтапной демократизации и реформ, но не будет выполнять требования отдельных лиц, которые не представляют мнение большинства народа.
При этом социально-экономическая ситуация в Сирии отличалась в лучшую сторону по сравнению с Египтом и Тунисом. По данным МВФ на 2010 год, ВВП на душу населения в Сирии составлял 4800 долларов, прирост ВВП — 2,3 %, уровень безработицы — 20 % среди взрослых (то есть такой же, как в Испании) и 30 % среди молодёжи (в Тунисе безработными были 50 % молодых). Для сирийского общества характерен высокий образовательный уровень (доля грамотных людей старше 15 лет достигает 86 % у мужчин и 73,6 % у женщин), продолжительность жизни доходит до 70 лет.
В ряде источников называют в качестве внешних факторов гражданской войны борьбу между поставщиками природного газа за возможность проложить через территорию Сирии трубопровод для снабжения европейского рынка. Основной заинтересованной стороной является Катар, который пытается наладить экспорт газа через этот регион. Другими участниками конфликта являются Иран, заинтересованный в стабильном экспорте своего газа, Россия, желающая сохранить свою долю европейского рынка сбыта, и США, которые в целом поддерживают диверсификацию поставок в Европу.
На ещё один фактор проливает свет расследование корреспондентов The Wall Street Journal Нур Малас и Кэрол Ли — по их данным, администрация президента США Барака Обамы на протяжении ряда лет вела секретные консультации с представителями сирийских властей с целью поиска среди них людей, готовых способствовать совершению военного переворота и отстранению президента Башара Асада от руководства страной. Лишь к лету 2012 года, когда стало понятно, что стратегия американской администрации, целью которой было создание условий для смены режима, провалилась, США переключились на поддержку повстанцев.

## Предыстория

### Начало гражданских протестов
Первые массовые акции протеста в Сирии, вспыхнувшие в середине марта 2011 года, первоначально выглядели лишь как часть более широкого регионального движения — так называемой «арабской весны». Похожие выступления к тому времени уже проходили в Бахрейне, Египте, Йемене, Ливии и Тунисе.
Примерно за месяц до начала беспорядков в социальной сети Facebook появилась новая группа «Сирийская революция-2011», призывавшая к «Дню гнева» — массовым демонстрациям в Дамаске и Алеппо против президента страны Башара Асада. 15 марта несколько сот человек откликнулись на призыв социальных сетей и вышли на улицы в Дамаске. Протестующие требовали прекращения чрезвычайного положения, действовавшего с 1963 года, восстановления личных, политических и экономических свобод, ликвидации коррупции. На следующий день прошла ещё одна демонстрация, участники которой требовали освобождения политзаключённых.

Этноконфессиональный состав населения Сирии

Уже через три дня вспыхнуло восстание в Даръа (городе на границе с Иорданией). Акция протеста против произвола полиции закончилась столкновениями и кровопролитием — три человека погибли на месте и ещё один скончался от полученных ранений. Похороны погибших привели к новым беспорядкам. В последующие дни протестующими были сожжены офис правящей партии Баас, Дворец правосудия, полицейские участки, осквернён памятник Хафезу Асаду. Часть города перешла под контроль протестующих, а расположенная там мечеть была превращена в полевой госпиталь, куда доставлялись получившие ранения и пострадавшие в результате применения слезоточивого газа демонстранты. Члены запрещённой в Сирии организации «Братья-мусульмане», группировавшиеся вокруг имама местной мечети, взяли на себя организацию противостояния с властями.
Одним из инструментов политической мобилизации стал племенной фактор, проявивший себя в молодёжной среде городских мигрантов — выходцев из арабских племён, экономически неустроенных, недовольных своим маргинальным экономическим и политическим положением и обвинявших в этом правящий режим. Племенная самоидентификация как объединяющий фактор использовалась при создании сетевых структур оппозиции в таких городах, как Даръа, Хомс, Хама, Пальмира, Дейр-эз-Зор.
Выступления оппозиции прошли и в других городах Сирии. Протесты оппозиции, вдохновлённой успешными революциями в Тунисе и Египте, принимали формы шествий, которые перерастали в столкновения с полицией, сопровождались актами вандализма, поджогами.
Появились первые жертвы. Сирийский президент публично признал частичную правоту требований протестующих, лично извинился перед членами семей погибших. 29 марта правительство ушло в отставку, Асад сменил премьер-министра и 20 апреля отменил режим чрезвычайного положения, действовавший 48 лет.
В связи с применением сирийскими властями насильственных методов борьбы с оппозицией Евросоюз 9 мая ввёл санкции против Сирии.
Тем временем количество жертв вооружённых столкновений между правительственными силами и участниками протестов постоянно росло: в июне в ходе военной операции в Джиср-эш-Шугуре погибло до 120 полицейских. За этим последовала гибель 142 человек в городе Хама. Жертвы имелись и в других городах.
С продолжением протестов сирийское правительство в качестве средства для подавления беспорядков начало развёртывание танков и снайперов. В особенно беспокойных районах отключались вода и электричество, силы безопасности прибегали к конфискации муки и продуктов питания. Сирийская армия осадила города Даръа, Дума, Банияс, Хама, Хомс, Алеппо, Талкалах, Идлиб, Растан, Джиср-эш-Шугур, Дейр-эз-Зор, Забадани, Латакия и ряд других городов.
Применение армии для подавления беспорядков привело к массовому неповиновению и дезертирству военнослужащих. Власти, однако, отказывались признавать факты дезертирства и обвиняли в беспорядках «вооружённые банды».
29 июля в результате перехода на сторону оппозиции нескольких сирийских офицеров под руководством полковника Рияда Асада было заявлено о создании Свободной сирийской армии (ССА). Было выпущено видеообращение, призывавшее сирийских военных переходить на сторону оппозиции.
Уже летом 2011 года сирийская оппозиция предприняла первую попытку объединиться. 23 августа в Стамбуле был создан Сирийский национальный переходный совет, который должен был играть роль правительства Сирии в изгнании. Его деятельность, однако, оказалась крайне зависима от личных амбиций и взаимоотношений лидеров различных оппозиционных групп.
В конце июля президент Башар Асад приказал ввести армейские подразделения в ряд городов, включая Дейр-эз-Зор, с целью восстановления контроля над ситуацией. Ввод войск и последовавшие репрессии против участников протестов привели к кровопролитию и началу вооружённого сопротивления противников правящего режима. Отряды сирийской оппозиции, в которые вливались дезертиры из сирийской армии, и племенные формирования начали вооружённую кампанию против правительственных сил на всей территории страны. К концу года повстанцы объединились под знаменем Свободной сирийской армии, а их боевые действия приобрели более организованный характер.
Власти на местах отвечали жестокостью на жестокость. По всей Сирии стали распространяться слухи о жестокостях правительственных подразделений во взятом штурмом Джиср-эш-Шугуре. Штурмом брали и другие города. В Хомсе и Идлибе вместо тотальных зачисток и военных операций власти взяли курс на проведение точечных операций силами «Мухабарата» и спецназа.
Обострение ситуации привело к практическому исчезновению туристического сектора, приносившего Сирии ежегодно до 6 млрд долларов.
Израильская газета «Гаарец» в конце декабря сообщила со ссылкой на разведывательные источники, что за период с марта по декабрь 2011 года не менее 10 тыс. сирийских военнослужащих самовольно покинули свои части. Младшие офицеры и солдаты — как правило, сунниты, составляющие большинство населения страны и костяк протестного движения, — бежали из правительственной армии целыми подразделениями, в то время как высшее армейское руководство и старшие офицеры продолжали сохранять верность президенту.
К концу 2011 года, по завершении интервенции НАТО и государств Персидского залива в Ливии, приведшей к зверскому убийству ливийского лидера Муаммара Каддафи, у противников Асада в Сирии возникли ложные предчувствия скорого краха сирийского правительства. Однако, благодаря поддержке Ирана и России, «эффект домино» не произошёл.

### Вторая волна насилия
Декабрь 2011 года был отмечен крупным терактом в Дамаске.
На рубеже 2011—2012 годов правительственные силы начали применять против оппозиции танки и артиллерию. Несмотря на заявления Башара Асада о скорой победе «над заговором, который доживает последние дни», боевые действия продолжились.
10 января 2012 года было публично объявлено о создании исламистской группировки «Джебхат ан-Нусра» — было распространено видеообращение о «приходе законов Аллаха на свою землю» и о том, что «день суда для мусульман находится теперь в Дамаске». За этой публикацией на протяжении нескольких месяцев последовали другие публикации видеоматериалов об атаках смертников, взрывах заминированных автомобилей, боевых действиях против правительственных войск в Идлибе, Дейр-эз-Зоре, Алеппо и Дамаске. Основной целью группировки было заявлено повышение роли ислама в Сирии с последующим построением исламского государства «Халифата аль-Шам». Созданию группировки предшествовали многомесячные переговоры будущего руководителя «Джебхат ан-Нусры» Абу Мухаммеда аль-Джуляни с сирийцами — участниками боёв против американских войск в Ираке.
Тем временем Свободной сирийской армии (ССА) удалось установить контроль над городом Забадани в провинции Дамаск. 21 января отряды ССА после интенсивных столкновений с регулярными войсками захватили город Дума — пригород столицы. Все эти успехи, однако, были кратковременными, и населённые пункты спустя некоторое время возвращались под контроль правительственных сил, а среди убитых и пленных всё чаще обнаруживались граждане различных государств — от Ливии до Афганистана.
В начале марта правительственные войска после многодневных артиллерийских обстрелов взяли штурмом город Хомс, 13 марта — Идлиб. Успехи правительственных войск шли на фоне терактов, таких как подрыв зданий сил безопасности в Алеппо. Боевые действия и теракты приводили к гибели мирного населения.

### Попытка мирного урегулирования
12 апреля 2012 года в Сирии было объявлено перемирие. При этом власти объявили о готовности противостоять любым нападениям со стороны «вооружённых группировок», оставив войска в городах. Через три дня после начала перемирия в Сирию прибыла первая группа наблюдателей ООН.
8 мая состоялись выборы в Народный совет. Впервые за полвека они прошли на многопартийной основе. Лишённая статуса «руководящей и направляющей силы» сирийского государства партия Баас участвовала в выборах на равной основе с другими партиями. Победу одержал блок «Национальное единство», сформированный партией Баас.
Несмотря на объявленное перемирие, столкновения продолжились. 19 мая произошёл теракт в городе Дейр-эз-Зор, 25 мая — бойня в Хуле; в ходе карательной операции правительственными войсками и проправительственными боевиками «Шабиха», по данным комиссии ООН, были убиты 108 человек, в том числе дети и женщины, более 300 человек получили ранения. Совет Безопасности ООН единогласно осудил сирийские власти за массовые убийства в Хуле.
31 мая представитель Сирийской свободной армии полковник Кассим Саадеддин выдвинул ультиматум правительству Сирии. План мирного урегулирования Кофи Аннана, подразумевавший полное прекращение огня, потерпел крах.
В противостояние сторон оказываются вовлечены внешние силы. Появляются сведения о том, что нефтяные монархии Персидского залива начали финансировать и вооружать сирийских повстанцев, в то время как Сирия получает оружие от Ирана и его вооружённые силы участвуют в конфликте на стороне сирийского правительства. МИД РФ признал факт поставок российского оружия сирийскому правительству, однако, ссылаясь на оборонительный характер поставляемых вооружений, настаивал на их законности.

## Ход конфликта
| Номер на карте | Русское название | Арабское название | Население | Город          |
| -------------- | ---------------- | ----------------- | --------- | -------------- |
| 1.             | Дамаск           | دمشق              | 4 500 000 | Дамаск         |
| 2.             | Риф Дамаск       | ریف دمشق          | 2 235 000 | Дамаск         |
| 3.             | Эль-Кунейтра     | القنيطرة          | 69 000    | Эль-Кунейтра   |
| 4.             | Даръа            | درعا              | 858 000   | Даръа          |
| 5.             | Эс-Сувайда       | السويداء          | 304 000   | Эс-Сувайда     |
| 6.             | Хомс             | حمص               | 1 561 000 | Хомс           |
| 7.             | Тартус           | طرطوس             | 720 000   | Тартус         |
| 8.             | Латакия          | اللاذقية          | 891 000   | Латакия        |
| 9.             | Хама             | حماه              | 1 416 000 | Хама           |
| 10.            | Идлиб            | ادلب              | 1 288 000 | Идлиб          |
| 11.            | Халеб (Алеппо)   | حلب               | 4 120 000 | Халеб (Алеппо) |
| 12.            | Эр-Ракка         | الرقة             | 811 000   | Эр-Ракка       |
| 13.            | Дейр-эз-Зор      | دير الزور         | 1 040 000 | Дейр-эз-Зор    |
| 14.            | Эль-Хасака       | الحسكة            | 1 225 926 | Эль-Хасака     |

Начавшиеся в марте 2011 года на волне «Арабской весны» антиправительственные выступления привели к массовым беспорядкам в различных городах Сирии. После жестокого разгона президентом Башаром Асадом летом того же года выступления переросли в полномасштабный вооружённый конфликт. Основные требования оппозиции включали отставку президента Башара Асада, отмену действовавшего с 1962 года режима чрезвычайного положения и проведение в стране демократических преобразований.
Первоначально боевые действия велись между правительственной армией и формированиями «Свободной сирийской армии» (ССА). Головной организацией сирийской оппозиции стал Сирийский национальный совет (СНС), в который на тот период входили все антиправительственные фракции. Однако впоследствии в рядах оппозиции произошёл раскол — первыми из его состава вышли курдские организации, сформировавшие на территории Сирийского Курдистана собственные органы власти (Высший курдский совет), а в 2013 году наиболее радикальные исламистские группировки образовали «Исламский фронт».
Из-за раскола в рядах повстанцев позиции ССА существенно ослабли, и светская оппозиция отошла на второй план. Ведущую роль в противостоянии правительственным силам стали играть различного рода исламистские группировки, среди которых наиболее боеспособными являлись террористические организации «Фронт ан-Нусра» (сирийское отделение Аль-Каиды) и «Исламское государство» (ИГ).
Стремительное наступление ИГ и захват террористами значительных территорий Сирии и Ирака летом 2014 года стали поводом для начала военной интервенции США и её союзников, которые с сентября 2014 года наносили авиаудары по позициям исламистов в Сирии, а также вооружали и обучали отряды так называемой «умеренной оппозиции». 30 сентября 2015 года по договорённости с президентом Башаром Асадом военную операцию в Сирии начали Воздушно-космические силы Российской Федерации, действовавшие в тесной координации с правительственными войсками. В октябре 2015 года при поддержке международной коалиции в Сирии, возглавляемой США, для борьбы с «Исламским государством» был образован военный альянс Сирийские демократические силы, ядро которого составили курдские отряды самообороны.
По данным ООН, к 2015 году в ходе конфликта погибло около 220 тыс. человек. Война стала одной из главных причин европейского миграционного кризиса, вызвав массовый исход беженцев из Сирии. Конфликт характеризовался ожесточёнными боевыми действиями, беспорядочными обстрелами населённых пунктов, массовыми убийствами и многочисленными военными преступлениями против мирного населения. Колоссальный ущерб был нанесён экономике и инфраструктуре страны.
Главным событием 2016 года стали успехи правительственных войск и их союзников в битве за Алеппо. Оппозиционные отряды, четыре года контролировавшие восточную половину этого стратегического города на севере Сирии, потерпели сокрушительное поражение. В отличие от других сирийских городов, контролировавшихся оппозицией (в первую очередь Хомса и Хамы), осада которых затягивалась на долгие месяцы и правительственные силы достигали своей цели лишь тактикой измора (лишённые продовольствия, подкреплений и боеприпасов оппозиционные отряды соглашались покинуть город) штурм Алеппо проходил стремительно, по принципиально иному сценарию. Исход боёв в Алеппо решительным образом изменил расклад в противостоянии сирийских правительственных войск с оппозиционными силами.
Помимо успехов правительственной армии, 2016 год принёс ещё два принципиальных изменения. Во-первых, в сирийский конфликт вступил новый участник — Турция ввела войска на север Сирии. Официальной целью операции была заявлена борьба с террористами «Исламского государства», фактически же главным противником Анкары были сирийские курды, провозгласившие в марте 2016 года вдоль границы с Турцией свою автономию. Во-вторых, в 2016 году позиции самого «Исламского государства» были существенно подорваны, символом чего стало произошедшее в мае освобождение правительственными войсками Пальмиры. В соседнем Ираке за 2016 год «Исламское государство» понесло огромные территориальные потери: правительственные войска и их союзники освободили от ИГ ключевые города — Эль-Фаллуджу и Рамади. Международной коалиции, возглавляемой США, правда, не удалось до конца года завершить штурм иракской «столицы халифата» — Мосула. Замедлилось наступление поддерживаемых США «Сирийских демократических сил» на сирийскую «столицу халифата» — Ракку. Воспользовавшись тем, что основные сирийские правительственные силы были отвлечены на осаду Алеппо, формирования ИГ в начале декабря сумели отбить Пальмиру и прилегающие территории. Это, однако, стало лишь временным, локальным успехом «Исламского государства».
2017 год принёс радикальные перемены в ситуации в Сирии. Главным итогом года стал разгром группировки «Исламское государство», которая ещё в 2015 году контролировала обширные территории в Сирии, а также в Ираке. Разгром ИГ позволил России объявить в конце 2017 года о сворачивании операции российских ВКС. Между тем завершение активной фазы боевых действий не привело к установлению мира — сирийская оппозиция и поддерживающие её внешние силы продолжали заявлять, что не намерены участвовать в послевоенном восстановлении страны, если у власти останется Башар Асад.
По состоянию на середину 2018 года, боевики ИГ контролировали небольшие территории в провинции Даръа на юге Сирии, а также несколько населённых пунктов на восточном берегу Евфрата между городами Аль-Букамаль и Дейр-эз-Зор. Присутствие ИГ сохранялось и в двух анклавах в Сирийской пустыне на стыке провинций Хомс и Дейр-эз-Зор и на границе провинций Хомс и Эс-Сувейда.
В начале 2018 года ВС Турции совместно с подготовленными на турецкой территории отрядами так называемой Сирийской национальной армии провели военную операцию «Оливковая ветвь», в результате чего к середине марта под их контроль перешёл город Африн и прилегающий район. В течение года сирийским правительственным войскам, проправительственным формированиям и союзникам удалось восстановить контроль над обширными территориями в центре, на юге и юго-западе Сирии, ликвидировав многочисленные анклавы вооружённой оппозиции. Из четырёх зон деэскалации, созданных в 2017 году на территории Сирии при посредничестве России, Турции и Ирана, к концу 2018 года осталась лишь одна, охватывавшая провинцию Идлиб и северные районы провинции Хама. Эта зона контролировалась соперничающими между собой группировками («Хайят Тахрир аш-Шам» (ХТШ), «Джебхат Тахрир Сурия» и др.) при наличии контрольно-наблюдательных постов турецких ВС.
Этнически курдские районы в северной части провинции Алеппо в результате ряда военных операций против курдских формирований были оккупированы подразделениями турецкой армии и отрядами Сирийской национальной армии, финансируемыми и вооружаемыми Турцией.
Преимущественно курдские районы северных провинций Сирии находились под контролем поддерживаемых США «Сирийских демократических сил» (самопровозглашённая Автономная администрация Северо-Восточной Сирии). Автономная администрация Северо-Восточной Сирии также контролировала так называемое Заевфратье — часть провинции Дейр-эз-Зор и южную часть провинции Эр-Ракка, где доминируют арабо-суннитские племена и сохраняются остатки недобитых отрядов ИГ.
В октябре 2019 года, в результате очередного вторжения турецкой армии на север Сирии, по договорённости с Автономной администрацией Северо-Восточной Сирии на территории, контролировавшиеся курдами, были введены сирийские правительственные войска, вышедшие на сирийско-турецкую границу. Курдские отряды самообороны были выведены за пределы 30-километровой зоны от границы. Безопасность в этой зоне поддерживает российская военная полиция, патрулирующая зону совместно с турецкой армией.
Остатки сил ИГ в последнее время избегают открытых вооружённых столкновений и делают ставку на методы партизанской войны. Эксперты полагают, что наиболее удобным местом для ведения повстанческой войны (и, возможно, попыток возродить ИГ) станут районы, прилегающие к обеим сторонам сирийско-иракской границы.
По состоянию на 31 марта 2020 года сирийские вооружённые силы контролировали 63,57 % территории страны, СДС — 25,57 %, повстанческие группы (в том числе ХТШ) и Турция — 9,72 %; ИГ — 1,14 %.
С 2011 года международное сообщество предпринимало несколько попыток достичь политического урегулирования в Сирии. Переговоры между сирийскими властями и различными представителями оппозиции проходили в разных форматах, отличающихся составом участников. США настаивают на приоритете женевского процесса, тогда как Россия, Турция и Иран поддерживают переговорный процесс в Астане.
C марта 2020 года до конца 2024 года бои на линии фронта в основном затихли, но продолжались регулярные стычки. Тяжёлые бои возобновились с крупным наступлением повстанцев на северо-западе Сирии во главе с исламистской организацией Тахрир аш-Шам в ноябре 2024 года, в ходе которого был вновь захвачен Алеппо.

### 2012
В начале июня официальный представитель военного совета сирийских повстанцев майор Сами аль-Курди объявил, что оппозиция отказывается продолжать перемирие с правительственными силами. Столкновения между правительственными войсками и оппозицией развернулись в провинциях Даръа и Идлиб. Агентство Reuters сообщало о тяжёлых боях в провинции Латакия. По сообщениям иностранных агентств, правительственные силы вошли в контролировавшиеся оппозицией районы городов Хомс и Дамаск, а также в город Кфар Зита (провинция Хама).
Генеральный секретарь ООН Пан Ги Мун выступил с резким заявлением по поводу массового убийства мирных жителей в селении аль-Кубейр, заявив, что «подобные события лишают легитимности режим Асада». Он признал, что мирный план Кофи Аннана не выполняется, и предупредил, что Сирии грозит полномасштабная гражданская война. Оппозиция утверждала, что нападение совершили проправительственные военизированные формирования «шабиха». События в этой деревне произошли менее чем через две недели после убийства 108 жителей в деревне Хоула, в котором также подозревали боевиков «шабиха». Тем временем министр иностранных дел России Сергей Лавров заявил, что Совет безопасности ООН не даст мандата на внешнюю интервенцию в Сирию.
Заместитель генерального секретаря ООН по миротворческим операциям Эрве Ладсу, глава миссии наблюдателей ООН в Сирии, признал, что в Сирии идёт гражданская война, причём правительство уже давно не контролирует некоторые города и целые области страны, а против оппозиции применяются боевая авиация и ударные вертолёты.
В условиях, когда эскалация насилия и жестокости с обеих сторон приобрела необратимый характер, Запад усилил давление на Россию с целью заставить её прекратить поддержку режима Башара Асада на международном уровне и вынудить его пойти на передачу власти кому-либо из нынешнего руководства страны и отправиться в добровольную эмиграцию. Государственный секретарь США Хиллари Клинтон обвинила Россию в том, что она поставляет Сирии оружие для подавления восстания, чем провоцирует эскалацию конфликта. Одновременно с усилением давления на Россию появились свидетельства того, что Запад может пойти и на силовое вмешательство — Франция предложила Совету безопасности ООН принудить Асада к миру.
Первый раунд мирных переговоров в Женеве, состоявшийся в июне 2012 года, проходил уже на фоне возобновившихся боевых действий, и каких-либо ощутимых результатов он не дал. Провал мирных переговоров привёл к дальнейшей интенсификации вооружённого конфликта. Длительная передышка, которую получила «Сирийская свободная армия», дала ей возможность не только консолидировать и нарастить свои силы, но и накопить боеприпасы и предметы снабжения для крупномасштабных военных операций. Увеличение размаха боевых действий заставило правительство с июля 2012 года начать использовать ударную авиацию.
22 июня Сирийские арабские силы ПВО сбили в воздушном пространстве над сирийскими территориальными водами турецкий разведывательный самолёт RF-4E. Турция, ссылаясь на статью 4 Североатлантического договора, потребовала установления бесполётной зоны над Сирией для сирийской правительственной авиации, но не получила в этом поддержки от своих союзников по блоку. Ответной реакцией Турции на этот инцидент стало увеличение поддержки не только ССА, но и различных отрядов исламистов, которые в этот период начали играть всё более заметную роль в войне.
Тем временем 30 июня в Женеве прошла международная конференция, посвящённая сирийскому кризису («Женева-1»). В ней приняли участие представители пяти постоянных членов Совета безопасности ООН, Евросоюза, а также ряда ближневосточных государств (Турция, Ирак, Кувейт и Катар). Представителей самой Сирии не пригласили. На конференции спецпосланник ООН и Лиги арабских государств Кофи Аннан предложил создать переходный совет, в состав которого могли бы войти представители всех сторон конфликта.
Помимо неподконтрольных правительству районов, захваченных оппозицией, к июлю всё более очевидным стало оформление фактической курдской автономии в районах компактного проживания курдов на территории Сирии. Правительственные силы в этих районах были сокращены, а сами курды организовали на своей территории самоуправление. При этом по негласному соглашению с правительством крупных военных операций против курдов не велось. Курды заняли позицию вооружённого нейтралитета, не допуская на контролируемую территорию формирования ССА и других повстанцев. 12 июля в Эрбиле (Иракский Курдистан) было подписано соглашение между ведущими военно-политическими силами сирийских курдов — партией «Демократический союз» и Курдским национальным советом, которым фактически был провозглашён суверенитет Сирийского Курдистана под управлением Высшего курдского совета (курд. Desteya Bilind a Kurd, DBK). 2 августа Национальный координационный комитет за демократические перемены объявил о свержении режима Асада во всём Сирийском Курдистане и переходе региона под контроль курдской администрации (кроме городов Эль-Камышлы и Эль-Хасака, где всё ещё оставались гарнизоны правительственных войск, не вступавших в конфликт с курдами).
В середине июля сирийская оппозиция обвинила правительственные войска и проправительственные военизированные формирования «шабиха» в очередном массовом убийстве, произошедшем 12 июля в деревне Тремсех (провинция Хама), в результате которого погибло более 200 человек, большинство из них — мирные граждане. Сирийские власти заявили, что в деревне была блокирована группа террористов и в ходе штурма армейскими подразделениями были убиты «многочисленные экстремисты».
Тем временем Международный комитет Красного Креста в связи с эскалацией насилия охарактеризовал происходящие в Сирии события как «внутренний вооружённый конфликт» (до этого МККК рассматривал события в Сирии как столкновения между правительственными войсками и вооружёнными повстанцами).
К этому времени в сельской местности, особенно в провинции Идлиб у границы с Турцией, образовались уже целые районы, неподконтрольные правительству. 15 июля начались затяжные бои в Дамаске. Повстанцы захватили несколько районов города. Тысячи местных жителей вынуждены были бежать из своих домов. Правительственные войска смогли вернуть контроль над столицей лишь к 4 августа.
18 июля, в разгар боёв за Дамаск, «Свободная сирийская армия» совместно с исламистами (группировка «Лива аль-Ислам», которую создал и возглавил амнистированный сирийским правительством Захран Аллуш) организовала взрыв на совещании в штаб-квартире Совета национальной безопасности в Дамаске, имевший целью уничтожение сирийского руководства. В результате погибли министр обороны Сирии генерал Дауд Раджиха и его заместитель генерал Асеф Шаукат (зять Башара Асада), глава антикризисного комитета и бывший министр обороны Хасан ат-Туркмани и министр внутренних дел Мухаммед аш-Шаар. Пострадали и многие другие высокопоставленные сотрудники сирийских силовых ведомств. В дальнейшем крупные диверсии и теракты против высшего руководства, военнослужащих, а затем и просто против мирного населения в районах, контролируемых правительством, стали повседневной действительностью в Сирии.
Новым министром обороны Сирии, сменившим погибшего Дауда Раджихи, стал генерал Фахед Джасем аль-Фредж, возглавлявший Генштаб сирийской армии. Как стало известно позднее, вице-президент Сирии Фарук Шараа после теракта покинул свой пост, примкнул к оппозиции и бежал на территорию Иордании. На сторону оппозиции перешёл ещё один высокопоставленный сирийский деятель, бывший губернатор нескольких провинций и посол Сирии в Ираке Наваф Фарес, который заявил, что режим президента Башара Асада готов применить химическое оружие, если окажется в безвыходном положении, и что, по неподтверждённым данным, такое оружие уже применялось в Хомсе.
В июле после неудачного наступления правительственных сил на занятые оппозицией северные районы провинции Алеппо «Свободная сирийская армия» перешла в контрнаступление. Отряды ССА, координируя свои действия с протестующими в самом Алеппо, сумели почти без боя установить контроль над значительной частью этого делового центра и второго по числу жителей города страны. Под контролем оппозиции оказались и христианские и курдские районы Алеппо. В конце июля правительственные силы развернули крупномасштабное наступление на удерживаемые оппозицией районы Алеппо, задействовав авиацию, артиллерию и элитные части. В результате боёв серьёзно пострадал внесённый в список всемирного наследия крытый рынок. Правительственным войскам удалось освободить часть города и остановить наступление оппозиции, после чего бои за город переросли в позиционные, затянувшиеся на долгие годы.
Уже в этот период расширение зоны боевых действий привело к большим трудностям в организации обороны ключевых объектов инфраструктуры правительственными силами, разбросанными по территории страны с растянутыми коммуникациями. Это привело к ряду успешных нападений повстанцев на авиабазы, объекты ПВО, склады и арсеналы. Начиная с августа 2012 года борьба за авиабазы превратилась в важнейший стратегический компонент боевых действий. Контроль над авиабазами позволял правительству оказывать воздушную поддержку войскам, маневрировать силами и средствами, перебрасывая их по воздуху, и организовывать снабжение даже изолированных армейских группировок.
Для обороны авиабаз сирийской армии приходилось держать многочисленные гарнизоны, усиленные бронетехникой. 29 августа при нападении повстанцев на аэродром Тафтаназ (район Идлиба) были повреждены стрелковым оружием и миномётным огнём 19 вертолётов Ми-8. В дальнейшем эта стратегически важная авиабаза неоднократно подвергалась нападениям, а в начале января 2013 года была полностью захвачена исламистами, применившими при штурме танки и артиллерию. В последующем это привело к потере правительственными войсками всей провинции Идлиб и её административного центра.
Наметившееся после боёв за Алеппо в июле-августе новое равновесие сил между сторонами привело к возобновлению попыток международного урегулирования конфликта. На фоне успехов сирийских правительственных сил 16 сентября премьер-министр Сирии Ваиль аль-Халки заявил о приближении конца войны.
27 сентября сирийская оппозиция заявила о начале нового наступления в Алеппо, которое было отбито правительственными войсками, однако 9 октября сирийские повстанцы с боем взяли город Мааррет-эн-Нууман, расположенный на главном шоссе, соединяющем крупнейшие города страны — Дамаск и Алеппо. Этот город обладает важным стратегическим значением, поскольку именно через него направлялись подкрепления в Алеппо. Осенью отряды «Джебхат ан-Нусры» начали попытки овладеть аэропортами в районе Алеппо. К концу года им удалось их заблокировать, что осложнило ситуацию для правительственных сил в регионе.
В начале декабря в Анталии (Турция) состоялась конференция ССА, на которой, помимо 260 полевых командиров, присутствовали представители США, Великобритании, Франции и ряда арабских государств. Под их давлением прошла очередная попытка объединения разрозненных повстанческих сил. 15 декабря здесь был сформирован Высший военный совет (Верховное военное командование). Начальником штаба Высшего военного совета стал перешедший в июле 2012 года на сторону повстанцев бригадный генерал сирийской армии Салим Идрис. Предполагалось, что Высший военный совет будет координировать действия крупных вооружённых отрядов и возьмёт на себя организацию подготовки бойцов, снабжение и финансирование. Как и предыдущие, эта попытка не имела успеха. Большинство отрядов, как и прежде, оказалось вынуждено при закупках оружия и боеприпасов полагаться лишь на собственные ресурсы. Тем самым влияние и власть Высшего военного совета оказались в значительной мере подорваны.

### 2013
В январе курдские отряды YPG начали операцию по установлению полного контроля над нефтеносными районами Сирийского Курдистана. После нескольких дней боёв правительственные войска вынуждены были отступить, не дождавшись какой-либо помощи от Дамаска. В начале марта было объявлено, что вся нефтедобывающая индустрия северо-востока Сирии отныне находится под курдским контролем.
9 апреля лидер «Аль-Каиды в Ираке» (Исламское государство Ирак) Абу Бакр аль-Багдади объявил о присоединении к ИГИ сирийской исламистской террористической группировки «Джебхат ан-Нусра» с целью ведения «священной войны» (джихада) для создания «Исламского государства Ирака и Шама» (Шам — древнее историческое название Сирии) и об объединении ИГИ и «Джебхат ан-Нусры». ИГИ стало именовать себя «Исламским государством Ирака и Сирии» (по другой версии, «… и Леванта», «… ва аш-Шам»). Это обстоятельство, однако, вызвало трения между ИГИЛ и «Аль-Каидой» (в лице Аймана аз-Завахири), представители которой призвали ИГИ вернуться в Ирак. В результате «законным представителем» «Аль-Каиды» в Сирии была объявлена «Джабхат ан-Нусра».
Начиная с мая курдские отряды YPG вступили в активную борьбу с боевиками Сирийской свободной армии и исламистами, выступая в роли «третьей силы» в конфликте. К 24 июля сирийские курды захватывают города Дерик (Эль-Маликия), Серкание (Рас-эль-Айн), Дирбеси (Эд-Дарбасия) и Гирке-Леге (Эль-Мабада).
23 мая лидер сирийской оппозиции Муаз аль-Хатиб обратился к президенту Сирии Башару Асаду с требованием в течение 20 дней передать власть вице-президенту Фаруку Шараа или главе правительства Ваилю аль-Халки. Он добавил, что если его требование будет выполнено, то Асаду будет позволено покинуть Сирию, взяв с собою 500 приближённых. Это заявление прозвучало на фоне успехов сирийских правительственных сил и заявлений США об увеличении поддержки повстанцев.
В мае начальник штаба Высшего военного совета Салим Идрис признал, что повстанческие отряды раздроблены и Высший военный совет не в состоянии контролировать их действия.
С 18 мая по 5 июня была проведена войсковая операция подразделений регулярной сирийской армии и отрядов «Хезболлы» по освобождению от вооружённых оппозиционеров города Аль-Кусейр, в 15 км от ливанской границы. К операции было привлечено около 7 тысяч сирийских солдат и 2 тысячи боевиков «Хезболлы». В результате боёв город был практически уничтожен. Сирийские, иранские и ливанские СМИ сообщали, что потери мятежников составили около 1000 человек убитыми, более 200 были взяты в плен.
29 сентября 50 повстанческих группировок, действовавших в основном в окрестностях Дамаска, объявили об объединении в новую группировку под названием «Джейш аль-Ислам» («Армия ислама»). К ноябрю 2013 года в «Армию ислама» входили уже 60 вооружённых отрядов.
В начале ноября исламистские повстанческие группировки Большого Дамаска, за исключением «Джейш аль-Ислам» и наиболее радикальных джихадистов — «Фронта ан-Нусра» и ИГИЛ, — объявили о создании объединённого оперативного командования. Позднее было объявлено о создании Исламского союза Аджнад аль-Шам.
14 ноября крупнейшая курдская партия Сирии «Демократический союз» объявила о планах создания переходного правительства в курдских районах Сирии с административным центром в городе Эль-Камышлы.
В декабре газета «Wall Street Journal» со ссылкой на источники в американской администрации сообщила, что начальник штаба Высшего военного совета Салим Идрис бежал из Сирии после того, как военная база в районе Баб эль-Хауа на границе с Турцией была захвачена боевиками «Исламского фронта». На этой базе располагалась штаб-квартира ССА, а также были размещены склады с оружием и боеприпасами.
Бегство лидера вооружённой оппозиции стало самым очевидным на тот период свидетельством того, что ССА терпит поражение под натиском боевиков-исламистов.

### 2014
21 января было объявлено о создании на северо-востоке Сирии автономного самоуправляемого кантона Джазира с административным центром в городе Эль-Камышлы.
22 января в Монтрё (Швейцария) по совместной российской и американской инициативе прошла новая конференция по сирийскому урегулированию, на которой впервые с начала конфликта делегации сирийского правительства и оппозиции встретились за одним столом переговоров. Конференция, однако, не принесла никаких существенных результатов.

### 2015
В провинции Идлиб правительственные войска удерживали под своим контролем населённые пункты, расположенные вдоль стратегического шоссе, связывающего через перевал Джиср-эш-Шугур главный морской порт Сирии с Алеппо — северной столицей и крупнейшим экономическим центром страны, — вплоть до весны 2015 года. 28 марта антиправительственными силами был взят под свой контроль город Идлиб — столица провинции. К концу мая группировка Фронт ан-Нусра взяла под контроль всю территорию провинции. Утрата Идлиба поставила в критическое положение Алеппо, отрезанное от побережья, и открыла дорогу на север Латакии и в долину Сахль-эль-Габ, создав угрозу алавитским и христианским сёлам, где проживали сторонники президента республики Башара Асада.
20 мая бойцы сирийской армии под напором наступающих отрядов ИГ покинули город Пальмира в 240 км от Дамаска. Войска заняли оборонительные позиции на окраине города, удерживая шоссе на Хомс и Дамаск.
После захвата Пальмиры террористы устроили массовые казни, убив до 400—450 жителей, поддерживавших правительственные силы.
В начале июня формирования ИГ подошли к городу Хассия, который расположен на основной дороге из Дамаска в Хомс и Латакию. По сообщениям, ИГ захватили позиции к западу от города, создав потенциальную угрозу для правительственных войск.
25 июня отряды ИГ на сирийской территории нанесли два удара, атаковав Айн-эль-Араб и удерживаемые правительственными войсками районы города Эль-Хасака. Операция ИГ в Эль-Хасаке привела к бегству 60 тыс. мирных жителей.
7 сентября боевики ИГ захватили нефтяное месторождение «Джазал» — последнее, которое ещё контролировалось правительственными войсками.
9 сентября авиабаза Абу-Духур (провинция Идлиб) перешла в руки боевиков группировки «Джейш аль-Фатх». После захвата авиабазы сирийские военные были полностью вытеснены из провинции.
30 сентября самолёты Воздушно-космических сил России с авиабазы Хмеймим приступили, по просьбе президента Сирии Башара Асада, к нанесению бомбовых ударов по антиправительственным формированиям.

В начале октября, после недельных ударов российской авиации по инфраструктуре боевиков, сирийская армия начала широкомасштабное наступление с целью освобождения районов и населённых пунктов от различных вооружённых группировок.
В начале ноября сирийская армия освободила город Эль-Тайба, установив контроль над стратегической дорогой между Хамой и Идлибом.
Наступление на Алеппо
15 октября ВС Сирии и проправительственные формирования при поддержке российской авиации начали наступление на стратегически важный город Алеппо. За 16-19 октября бойцы сирийской армии вернули под свой контроль обширную территорию у южного въезда в Алеппо. В это же время силы ИГ нанесли контрудары на нескольких стратегических направлениях.
3 ноября правительственные войска Сирии установили контроль над трассой Дамаск — Алеппо, через день по трассе было возобновлено автомобильное движение.
17 ноября президент Путин потребовал усилить удары российской авиации в Сирии. Это произошло после того, как председатель ФСБ Александр Бортников доложил, что причиной катастрофы российского лайнера А321 в Египте стал теракт. К 20 ноября задействованная в операции авиационная группировка составила 69 самолётов фронтовой и дальней авиации.
24 ноября в районе сирийско-турецкой границы российский бомбардировщик Су-24 был сбит турецким самолётом F-16. Один пилот погиб, второго спасли сирийские военные. После этого инцидента отношения РФ с Турцией были практически заморожены до тех пор, пока Реджеп Тайип Эрдоган 27 июня 2016 года не принёс российской стороне извинения.

### 2016
В начале 2016 года сопредседатели Международной группы поддержки Сирии — Россия и США — стали инициаторами соглашения о перемирии с группировками вооружённой оппозиции, за исключением «Исламского государства», «Джебхат ан-Нусры» и ряда других террористических организаций, признанных таковыми ООН. Режим прекращения огня вступил в силу в ночь на 27 февраля. Примирение враждующих сторон обеспечивали российский Координационный центр на авиабазе Хмеймим, американский центр по примирению в Аммане (Иордания) и рабочая группа в Женеве.
Это соглашение должно было способствовать продвижению переговоров между враждующими сторонами. Оно также позволило сирийской армии сконцентрироваться на борьбе с формированиями «Исламского государства» в центральной Сирии. Для этого в пустынные районы центра страны были переброшены одни из наиболее боеспособных сирийских формирований — «Тигры», «Соколы пустыни», морская пехота и ряд других. Там они соединились с остатками частей 18-й бронетанковой дивизии Сирийской арабской армии и свежим отрядом хазарейцев из дивизии «Фатимиюн» (сформированной в Иране из иракских и афганских шиитов-добровольцев), переброшенная из Ирана. Общая численность задействованных в операции сил оценивается в более чем 6 тыс. человек.
14 марта президент Владимир Путин приказал начать вывод основных сил РФ из Сирии; при этом было отмечено, что военно-морской пункт базирования в Тартусе и авиационная база «Хмеймим» продолжат «функционировать в прежнем режиме». Решение о выводе основных сил РФ из Сирии было принято президентом Путиным по согласованию с сирийской стороной, исходя из того, что задачи, поставленные перед Минобороны, в целом были выполнены. Одновременно с выводом основных сил ударной авиации в Сирию были переброшены новейшие российские вертолёты Ми-28Н и Ка-52.

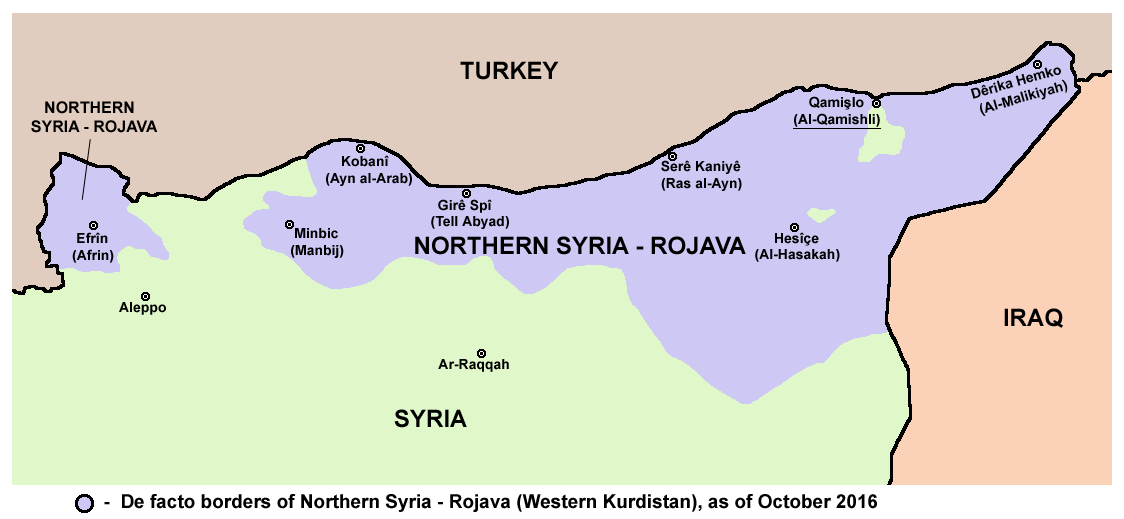
Сирийский Курдистан, 2016

16 марта курдская партия «Демократический союз», контролирующая северную часть Сирии (Сирийский Курдистан, или Рожава), объявила о создании на занимаемой территории федеративного региона — Федерации Северная Сирия.
31 марта турецкие СМИ со ссылкой на военные источники сообщили, что турецкая армия откроет огонь по курдским силам, если те в ходе наступления против ИГ при поддержке американских ВВС на севере Сирии пересекут линию Азаз — Джераблус, которую Турция считает своего рода «красной чертой» с точки зрения своей национальной безопасности.
6 марта началась операция по освобождению Пальмиры (современное арабское название — Тадмор). В её разработке принимали активное участие российские военные советники. Была организована мощная авиационная и артиллерийская поддержка наступающих войск. Несмотря на начатый частичный вывод российской группировки, в районе Пальмиры продолжали действовать военнослужащие российских Сил специальных операций, а на позициях сирийских войск находились российские военные советники. По данным Минобороны РФ, силы «Исламского государства» в указанном районе насчитывали около 4 тыс. боевиков, на вооружении которых состояло не менее 25 танков и БМП, более 20 единиц ствольной и реактивной артиллерии, свыше 40 миномётов, около 100 ПТРК, а также более 50 внедорожников с тяжёлым вооружением.
К 23 марта правительственные войска подошли непосредственно к Пальмире и в течение следующих суток установили контроль над господствующими высотами. Попытка боевиков ИГ удержать оборону в городе и на бывшей авиабазе оказалась безуспешной, и они начали отход, который прикрывали группы смертников. 27 марта было объявлено об освобождении Пальмиры, хотя зачистка отдельных кварталов города и ликвидация оставшихся боевиков продолжалась ещё два дня. В Пальмиру по просьбе президента Сирии Башара Асада был направлен сводный отряд Международного противоминного центра ВС РФ для помощи в разминировании города и объектов исторического наследия. Там же были размещены российские военные и боевая техника для защиты работающих специалистов.
29 марта Высший комитет по переговорам сирийской оппозиции (ВКП), обвинив сирийские власти в нарушении режима прекращения огня и нежелании обсуждать вопрос об отставке президента Асада, приостановил своё участие в переговорном процессе.
5 апреля в Алеппо боевики нарушили договорённость о прекращении боевых действий и обстреляли из реактивных ракетных установок жилой квартал Шейх-Максуд, в результате погибли 10 человек, ещё более 50 получили ранения. Боевиками также был сбит самолёт Су-22 САВВС в районе Алеппо.
Режим перемирия стал разваливаться — 22 апреля ВКП публично объявил джихад Башару Асаду. 28 апреля специальный представитель ООН по Сирии Стаффан де Мистура призвал президентов России и США Владимира Путина и Барака Обаму принять меры по сохранению «еле живого» режима прекращения огня в Сирии.
24 мая о начале наступления на Ракку — «столицу» ИГ — объявили «Сирийские демократические силы», в которые входят курдские отряды народной самообороны (YPG), сирийские оппозиционные группировки, а также ассирийские, армянские и туркменские отряды. В МИД России заявили, что Москва готова координировать усилия с «Сирийскими демократическими силами». Операция СДС началась через три дня после того, как глава Центрального командования вооружённых сил США генерал Джозеф Вотел 21 мая тайно побывал на севере Сирии, в районах, контролируемых «Демократическим союзом». Этот визит был преподнесён американской администрацией как начало наступления на Ракку, осуществляемого курдами при поддержке американского спецназа.
30 мая турецкие власти предложили США провести совместную операцию против ИГ на севере Сирии — при условии, что в ней не будут участвовать курды. Это предложение не привело к каким-либо результатам.
В ночь на 3 июня наступление на Ракку развернула и Сирийская арабская армия, продвинувшись на несколько километров вглубь одноимённой провинции.
В июне Турция и Россия предприняли шаги по восстановлению отношений, которые были испорчены инцидентом с российским бомбардировщиком Су-24, сбитым 24 ноября 2015 года турецкими ВВС в районе сирийско-турецкой границы. Президент Турции Реджеп Тайип Эрдоган принёс извинения, которые Владимир Путин принял, после чего российская сторона начала размораживать сотрудничество. В августе между военными ведомствами России и Турции начались активные переговоры, завершившиеся подписанием в январе 2017 года меморандума о предотвращении инцидентов и обеспечении безопасности полётов авиации в ходе операции в Сирии.
В июле «Джабхат ан-Нусра» переименовала себя из «Джабхат ан-Нусры» в «Джабхат Фатх аш-Шам» («Фронт завоевания Леванта») и официально объявила, что разрывает связи с Аль-Каидой.
Несмотря на определённые трудности, к мирному процессу на август 2016 года подключились 310 населённых пунктов, контролируемых силами «умеренной» оппозиции. После сдачи оружия жители этих городов получили доступ к продовольствию, доставляемому гуманитарными конвоями Министерства обороны РФ.
24 августа Турция объявила о начале на сирийской территории совместной с формированиями Свободной сирийской армии операции «Щит Евфрата» против боевиков ИГ с целью зачистки территории 5 тыс. км², освобождения от террористов городов Джераблус и Эль-Баб и создания на этой территории зоны безопасности для размещения беженцев. Кроме того, Турция преследовала цель не допустить объединения курдских кантонов Африн и Манбидж на севере Сирии. В середине декабря турецкие войска предприняли неудачную попытку выбить боевиков «Исламского государства» из города Эль-Баб и понесли потери в живой силе и технике, в связи с чем были вынуждены остановить наступление и обратиться к России за поддержкой. В марте 2017 года турецкое руководство заявило о достижении поставленных целей в Сирии и начало выводить свои войска. Помимо этого, Турция информировала своих союзников по международной антитеррористической коалиции, возглавляемой США, о намерении принять участие в освобождении городов Манбидж и Ракка от боевиков «Исламского государства». Однако привлечение США к операции отрядов курдского ополчения, составивших основу Сирийских демократических сил, вызвало резко негативную реакцию в Анкаре, и Турция отказалась отправлять свои войска, заявив, что «никогда не будет проводить совместных операций с террористами».
9 сентября в Швейцарии министр иностранных дел России Лавров и госсекретарь США Джон Керри достигли соглашения о многоступенчатом плане по Сирии. Он, в частности, включал в себя введение режима прекращения огня сроком на семь дней, размежевание оппозиции и террористических группировок, создание демилитаризованной зоны в районе дороги Кастелло для обеспечения беспрепятственного гуманитарного доступа.
Режим прекращения огня вступил в силу 12 сентября, однако уже через неделю он был прерван в связи с многочисленными нарушениями.
17 сентября в результате авиаудара по Дейр-эз-Зору, нанесённого возглавляемой США коалицией, погибли более 60 сирийских военнослужащих и около 100 человек получили ранения, чем немедленно воспользовались формирования ИГ, осаждавшие сирийскую авиабазу на окраине города.
19 сентября в окрестностях Алеппо был нанесён удар по совместному гуманитарному конвою ООН и Сирийского общества Красного Полумесяца, в результате чего погибли по меньшей мере 18 человек. США возложили ответственность за инцидент на Россию и сирийские власти.
Взаимные обвинения США и России были также связаны с выполнением обязательств, предусмотренных соглашением о прекращении огня. В МИД РФ заявили, что США затягивают процесс размежевания умеренной оппозиции и террористических группировок. В Госдепартаменте США обвинили Россию в том, что она не оказывает необходимого давления на сирийское правительство для достижения политического урегулирования.
3 октября Госдепартамент США заявил о приостановлении своего участия в двусторонних каналах связи с Россией, установленных с целью поддержания режима прекращения боевых действий в Сирии, и приостановил переговоры об имплементации мирного соглашения в этой стране. При этом было заявлено, что американские военные продолжат использовать каналы связи с МО РФ для недопущения инцидентов во время проведения операций.
19 сентября группировка «Джабхат Фатх аш-Шам» развернула наступление на юго-западной окраине Алеппо.
22 сентября правительственная армия начала штурм районов Алеппо, находящихся под контролем оппозиции. К середине декабря Алеппо полностью перешёл под контроль правительственных сил. По условиям соглашений между сирийским правительством и оппозицией, заключённых при посредничестве российских военных, боевиков из радикальных группировок, отказывавшихся сложить оружие, вывозили в Идлиб.
14 ноября, в ходе первого телефонного разговора президента РФ Владимира Путина с избранным президентом США Дональдом Трампом, была достигнута договорённость «о необходимости объединения усилий в борьбе с общим врагом номер один — международным терроризмом и экстремизмом» и обсуждались вопросы совместного урегулирования кризиса в Сирии.
Как было объявлено в конце 2016 года, российское министерство обороны в течение двух месяцев при посредничестве Турции вело переговоры с лидерами формирований сирийской оппозиции, контролирующих большую часть территории центральной и северной частей Сирии, на которые не распространяется власть сирийского правительства (общая численность отрядов — более 60 тыс. боевиков). В результате этих переговоров были достигнуты договорённости между сирийским правительством и вооружённой оппозицией, подразумевающие введение режима прекращения огня с 29 декабря 2016 года и переход к мирным переговорам по сирийскому урегулированию. Отряды оппозиции, которые не присоединятся к новому режиму перемирия в Сирии, будут признаны террористическими и приравнены к радикалам из «Исламского государства» и «Джебхат ан-Нусры». Обязательства по контролю за режимом прекращения огня и мирному урегулированию взяли на себя три страны: Россия, Иран и Турция. Исходя из достигнутых договорённостей, Минобороны РФ обратилось к президенту Путину с предложением вывести часть российских сил и средств из Сирии и получило согласие на это. При этом было заявлено, что Россия будет «продолжать борьбу с международным терроризмом, оказывать поддержку законному сирийскому правительству в борьбе с терроризмом и, безусловно, исполнять договорённости, которые нами достигнуты, в том числе по развитию пунктов базирования российских вооружённых сил в Тартусе и на аэродроме Хмеймим».
Как сообщили СМИ, сокращение российской авиагруппировки подразумевало вывод основной части бомбардировщиков Су-24М и, возможно, Су-34 с последующей их заменой на штурмовики Су-25СМ — общим количеством не менее 12 единиц. Общее количество авиатехники по итогам сокращения должно было составить около 30-35 единиц, включая вертолёты. Штурмовики Су-24М перебрасывались в Сирию в связи с необходимостью оказания поддержки проправительственным формированиям в ходе наступления в северном Алеппо и провинции Эль-Баб, а в дальнейшем — в провинциях Хомс и Хама.
По состоянию на конец 2016 года, в Средиземном море у побережья Сирии находились тяжёлый авианесущий крейсер «Адмирал Кузнецов» (на его борту — 14 истребителей Су-33 и МиГ-29К), атомный крейсер «Пётр Великий», большие десантные корабли «Минск», «Георгий Победоносец» и «Николай Фильченков» (доставляют грузы и боеприпасы из Новороссийска в Тартус), а также малый ракетный катер «Мираж».
Воспользовавшись тем, что основные сирийские правительственные силы были отвлечены на осаду Алеппо, формирования ИГ в начале декабря сумели отбить Пальмиру и прилегающие территории.

### 2017
6 января 2017 Минобороны России объявило об уходе из Сирии кораблей Северного флота во главе с тяжёлым авианесущим крейсером «Адмирал Кузнецов», в соответствии с решением президента Владимира Путина о сокращении группировки войск в Сирии. За время пребывания авианосца «Адмирал Кузнецов» в Средиземном море небоевые потери составили два истребителя: МиГ-29КР (14.11.16) и Су-33 (5.12.16).
18 января началась первая совместная операция ВВС России и Турции в Сирии против группировки «Исламское государство», в окрестностях города Эль-Баб, в которой были задействованы фронтовые бомбардировщики Су-24М и Су-34, а также штурмовики Су-25СМ в связке с экипажами F-16 и F-4 ВВС Турции.
Новый президент США Дональд Трамп, вступивший в должность в январе, провозгласил одной из своих задач победу над «Исламским государством». В связи с этим он заявил о готовности взаимодействовать с Россией в борьбе с ИГ, однако взаимодействие двух международных антитеррористических коалиций, возглавляемых Россией и США, по большей части ограничивалось использованием телефонных каналов связи для предотвращения возможных инцидентов.
28 января образована группировка Хайят Тахрир аш-Шам в результате слияния Джабхат Фатх аш-Шам (ранее Джабхат ан-Нусра), Джабхат Ансар ад-Дин, Джейш аль-Сунна, Лива аль-Хакк и Нур ад-Дин аль-Зенки
В начале апреля Трамп возложил на сирийские власти ответственность за химическую атаку в Идлибе, в результате которой погибли более 80 человек, и приказал нанести массированный ракетный удар по сирийской авиабазе Эш-Шайрат (провинция Хомс). В результате американские военные корабли из акватории Средиземного моря выпустили по авиабазе 59 крылатых ракет «Томагавк». Российские власти назвали этот удар агрессией против суверенного государства и на некоторое время приостановили действие подписанного с США Меморандума о предотвращении инцидентов и обеспечении безопасности полётов авиации в ходе операций в Сирии.
В конце мая оппозиционные группировки отошли из города Хомс.
В июне были разработаны американо-российские соглашения о деэскалации и создании зон деэскалации в южных районах Сирии. Тогда же, в условиях широкомасштабного наступления проамериканских «Сирийских демократических сил» и правительственной Сирийской арабской армии (САА) против «Исламского государства», между Россией и США была достигнута договорённость об установлении реки Евфрат в качестве разделительной линии между СДС (наступавшими по левому берегу реки) и САА.
5 сентября передовой отряд правительственных войск Сирии прорвал блокаду города Дейр-эз-Зора.
С 6 по 14 октября Сирийская армия взяла под свой контроль главный опорный пункт ИГ на территории мухафазы Дейр-эз-Зор — город Меядин.
3 ноября Дейр-эз-Зор был полностью освобождён от ИГ.
В это же время «Сирийские демократические силы» продолжали наступление по левому, северо-восточному берегу Евфрата. В сентябре-октябре САА переправилась при помощи российских военных через Евфрат и заняла плацдарм шириной около 20 км и глубиной около 5 км в районе газовых месторождений Хишам и Табия.
Подводя в ноябре 2017 года итоги «работы в Сирии за последние два года», президент Владимир Путин самым значимым результатом назвал создание усилиями России, Турции и Ирана зон деэскалации. Договорённости об их создании были выработаны в рамках переговорного процесса в Астане (Казахстан), инициированного в январе 2017 года этими тремя государствами. Как показало дальнейшее развитие событий, именно ускоренный переход к новому этапу сирийского урегулирования к концу 2017 года стал основной задачей российской дипломатии на Ближнем Востоке. Этот этап предполагает завершение активной фазы боевых действий и начало межсирийского диалога с максимально широким вовлечением в него национальных и религиозных групп.
Объявив о завершении своей военной операции, Россия предложила провести в Сочи Конгресс народов Сирии. В конце ноября в Сочи прошла встреча президентов России, Турции и Ирана; саммиту предшествовали приезд в Сочи президента Сирии Башара Асада и его переговоры с Владимиром Путиным, в ходе которых обсуждались сценарии переходного периода.

### 2018
20 января ВС Турции совместно с протурецкой «Свободной сирийской армией» начали операцию «Оливковая ветвь», целью которой было вытеснение курдских формирований из района Африн. Операция была успешно завершена в марте.
30 января в Сочи прошёл Конгресс сирийского национального диалога с участием 1,5 тыс. делегатов. В течение последовавшего года продолжалось формирование конституционного комитета для выработки нового основного закона Сирии. 18 декабря «астанинская тройка» (Россия, Турция и Иран) передала представителям ООН список кандидатур в конституционный комитет, однако спецпосланник генсека ООН Стаффан де Мистура заявил, что предстоят дополнительные консультации на пути к созданию «инклюзивного, вызывающего доверие и сбалансированного конституционного комитета».
В январе 2018 года сирийские правительственные войска при поддержке российских ВКС продолжали начавшееся в конце декабря 2017 наступление на контролируемые вооружённой группировкой «Хайят Тахрир аш-Шам» и рядом других радикальных группировок районы на юге провинции Идлиб (северо-запад Сирии) и в провинции Хама.
В Харасте, восточном пригороде Дамаска, шли позиционные бои между Сирийской арабской армией (САА) и исламистскими группировками («Ахрар аш-Шам», «Тахрир аш-Шам» и «Файлак ар-Рахман»). В ходе ожесточённых боёв с применением танков и артиллерии обе стороны понесли существенные потери; так, 7 января от полученных в ходе боёв ранений скончался бригадный генерал Хайдер Хассан.
В ночь с 7 на 8 февраля иррегулярные проправительственные силы подверглись огневому налёту со стороны ВС США в городе Хашам.
<…>
К концу лета 2018 года сирийские правительственные войска при помощи России и Ирана установили контроль над тремя из четырёх созданных в 2017 году зон деэскалации: на юго-западе Сирии (часть территории провинций Эс-Сувейда, Даръа и Эль-Кунейтра), вокруг Дамаска (Восточная Гута) и на границе провинций Хомс и Хама. Впервые с 2012 года столица страны перестала подвергаться обстрелам со стороны вооружённой оппозиции и джихадистов. За исключением двух участков территории контролируемых ИГ в Сирийской пустыне и на восточном берегу реки Евфрат, сирийские власти смогли вернуть себе все территории, кроме тех, которые находятся под опекой Турции (зона деэскалации Идлиб на северо-западе страны) и США (северо-восток).
В начале августа при содействии российской военной полиции была осуществлена передислокация подразделений Сил ООН по наблюдению за разъединением (СООННР) на перевал Аль-Кунейтра между южной Сирией и оккупированными Израилем Голанскими высотами. Российские военные приступили к патрулированию совместно с миротворцами ООН. Здесь был развёрнут батальон российской военной полиции и начато оборудование 8 наблюдательных постов вдоль линии разъединения с целью создания гарантий безопасности для возобновления работы погранперехода на перевале Аль-Кунейтра в соответствии с израильско-сирийским соглашением о прекращении огня 1974 года. ООН приостановила свою деятельность в этом районе и вывела свои силы в сентябре 2014 года после того, как боевики «Джебхат ан-Нусры» похитили 45 миротворцев ООН из Фиджи.
В августе — начале сентября США усилили военное давление на Сирию в связи с подготовкой сирийской армии и проправительственных формирований к крупномасштабному наступлению на провинцию Идлиб — последний на территории Сирии крупный анклав антиправительственных вооружённых формирований. Российские власти, со своей стороны, настаивали на необходимости отделить вооружённую оппозицию в Идлибе от террористов и организовать операцию против последних, минимизировав риски для гражданского населения. Именно в Идлибе, по утверждению российских властей, боевики готовили провокацию — собирались организовать инсценировку химической атаки, которую страны Запада могли бы использовать для нанесения удара по Сирии. О готовности США нанести массированный удар в случае применения сирийскими властями химического оружия сообщило агентство Bloomberg. На фоне этих сообщений обострилась обстановка у средиземноморского побережья Сирии. Как сообщили в Минобороны России, 25 августа в Средиземное море вошёл американский эсминец USS Ross с 28 крылатыми ракетами Tomahawk, радиус действия которых позволяет нанести удары по всей территории Сирии. В Персидском заливе к этому времени уже находился USS Sullivans с 56 аналогичными ракетами, а на военную базу Эль-Удейд в Катаре был переброшен стратегический бомбардировщик В-1В, на борту которого расположены 24 крылатые ракеты JASSM. Тем самым группировка носителей крылатых ракет достигла численности, достаточной для нанесения массированного удара по Сирии. Российские ВМС, со своей стороны, к 26 августа развернули здесь самую мощную группировку за всё время конфликта. Как сообщалось, корабли направлены в этот район в связи с угрозами международной коалиции нанести удары по позициям сирийских правительственных сил. О намерении присоединиться к США в нанесении удара по Сирии заявили Великобритания, Франция и Германия.
Напряжённость была снята после того, как 17 сентября по итогам переговоров между президентами России и Турции был подписан меморандум о стабилизации обстановки в провинции Идлиб и создании демилитаризованной зоны вдоль линии соприкосновения сирийских войск и вооружённой оппозиции.
В ночь на 18 сентября четыре истребителя F-16 ВВС Израиля нанесли удар по сирийским объектам в районе города Латакия. Сирийские арабские силы ПВО, пытаясь отразить удары с помощью ЗРК С-200, сбили российский самолёт радиоэлектронной разведки и радиоэлектронной борьбы Ил-20М, заходивший в это время на посадку на авиабазе Хмеймим. Все 15 человек, находившиеся на борту, погибли. Минобороны РФ в своём заявлении возложило ответственность за гибель российского самолёта на израильские самолёты, которые осуществляли заход на цели на малой высоте со стороны Средиземного моря, фактически прикрываясь российским самолётом, и подставили его под огонь сирийской ПВО.
В связи со случившимся российское руководство приняло решение в кратчайшие сроки поставить Сирии зенитные ракетные комплексы С-300 и установить на командных пунктах сирийских соединений ПВО российские автоматизированные системы управления для обеспечения централизованного управления всеми силами и средствами ПВО Сирии, ведения мониторинга воздушной обстановки и оперативного целеуказания. Кроме того, было заявлено, что в прилегающих к Сирии районах над акваторией Средиземного моря будет применяться радиоэлектронное подавление спутниковой навигации, бортовых РЛС и систем связи боевой авиации иностранных государств, атакующей объекты на сирийской территории.
3 октября министр обороны РФ Сергей Шойгу доложил Совету безопасности России о завершении доставки в Сирию зенитных комплексов С-300. По словам источников РБК в оборонно-промышленном комплексе, речь идёт о двух дивизионах С-300ПМУ-2 — это экспортный вариант комплекса С-300ПМ-2 «Фаворит», способного бороться с самолётами на расстоянии до 200 км и с баллистическими ракетами малой и средней дальности на расстояниях до 40 км. Комплексы будут развёрнуты на границах Сирии с Израилем, Ливаном, Иорданией и Ираком.
19 ноября генштаб сирийской армии заявил о завершении многонедельной военной операции в районе вулканического плато Сафа — последнего оплота боевиков террористической группировки ИГ в провинции Эс-Сувейда на юге страны.
19 декабря в США было объявлено о начале вывода американских войск из Сирии — по словам президента Трампа, в связи с выполнением основной задачи — уничтожения террористической группировки «Исламское государство». В то же время в администрации США заявили о намерении продолжить совместно с союзниками действия, направленные на то, чтобы «лишить радикальных исламских террористов территории, финансирования, поддержки и любых способов проникновения через границы».
28 декабря подразделения Сирийской арабской армии вошли в город Манбидж на севере Сирии, расположенный в 85 км от Алеппо, и подняли над ним национальный флаг. Город находился под контролем Военного совета Манбиджа, состоящего в основном из представителей курдских отрядов, освободивших город от террористической группировки «Исламское государство» в июне 2016 года. Курды согласились передать Манбидж сирийским властям в обмен на гарантию защиты города и прилегающего района от турецкого вторжения после того, как президент США Дональд Трамп заявил о выводе американских войск из Сирии.

### 2019
В январе курдские «Силы народной самообороны» (YPG) начали вывод своих отрядов из города Манбидж (север провинции Алеппо) в соответствии с соглашением с сирийским правительством о нормализации обстановки в северных регионах Сирии. Российская военная полиция приступила к патрулированию зоны безопасности вдоль сирийско-турецкой границы в районе города Манбидж с задачей обеспечения безопасности и контроля за положением и перемещением вооружённых формирований.
Рост террористической активности в зоне деэскалации Идлиб (активизация группировки «Хайат Тахрир аш-Шам», сумевшей серьёзно потеснить находящиеся в Идлибе протурецкие формирования) и проблемы, связанные с обеспечением безопасности на сирийской территории после заявленного вывода войск США, потребовали встречи президентов России и Турции, которая состоялась 23 января в Москве. На переговорах были обсуждены вопросы о возможном проведении совместной сирийско-российской операции против террористических отрядов в Идлибе, а также о формировании Конституционного комитета, участники которого должны будут выработать контуры будущей политической системы Сирии. «Хайат Тахрир аш-Шам», одержав в январе победу в междоусобице с умеренными группировками, поддерживаемыми Турцией, укрепила свои позиции и контролирует свыше 70 % территории провинции Идлиб (по более поздним оценкам, «Хайат Тахрир аш-Шам» может контролировать до 80-90 % территории провинции).
14 февраля в Сочи состоялся саммит России, Турции и Ирана, посвящённый сирийскому кризису. Владимир Путин, Реджеп Тайип Эрдоган и Хасан Роухани приняли совместное заявление, в котором подвели итоги развития ситуации в Сирии с момента их последней встречи 7 сентября 2018 года. Стороны подчеркнули «твёрдую и неизменную приверженность суверенитету, независимости, единству и территориальной целостности Сирийской Арабской Республики». Россия, Турция и Иран отвергли «все попытки создать новые реалии „на земле“ под предлогом борьбы с терроризмом» и выразили решимость противостоять сепаратистским планам, направленным на подрыв суверенитета и территориальной целостности Сирии, а также национальной безопасности соседних стран. На саммите рассмотрели ситуацию в Идлибской зоне деэскалации, высказав серьёзную обеспокоенность попытками ХТШ усилить свои позиции в этом районе, договорились эффективно противодействовать этим попыткам.
16 февраля формирования СДС освободили из плена террористов в населённом пункте Багуз более 3 тыс. мирных жителей, использовавшихся боевиками ИГ в качестве живого щита. 15 февраля остатки отрядов ИГ сдались арабо-курдским отрядам СДС, окружившим их в Багузе. Сложивших оружие террористов, большинство которых являются иностранными добровольцами, перевезли под охраной в тюрьму в окрестностях города Камышлы (провинция Хасеке).
Как сообщила 21 февраля газета The Washington Post, Великобритания, Франция и Германия отклонили просьбу администрации Дональда Трампа остаться в Сирии после вывода оттуда американских военнослужащих. Американская администрация обращалась к своим союзникам по международной коалиции с просьбой сформировать наблюдательные силы для патрулирования зоны безопасности шириной 20 миль (порядка 32 км) вдоль сирийско-турецкой границы и разделения Турции и сирийских курдов. Опасения европейских союзников США связаны с тем, что США до сих пор не достигли соглашения с Турцией об отказе от нападения на «Сирийские демократические силы» после ухода США из Сирии. В настоящее время в Сирии помимо американских военных в рамках международной коалиции размещены военнослужащие из Франции и Великобритании, которые, как и американские военнослужащие, ведут разведку, а также обучают и обеспечивают необходимым материально-техническим оснащением формирования СДС.
22 февраля официальный представитель Белого дома Сара Сандерс сообщила, что после вывода американских войск из Сирии там останется небольшой миротворческий контингент численностью около 200 человек.
22 февраля агентство Reuters со ссылкой на высокопоставленного чиновника из администрации президента Дональда Трампа сообщило, что США оставят в Сирии 400 военнослужащих: 200 военных разместятся в так называемой зоне безопасности на северо-востоке Сирии вместе со своими европейскими союзниками по международной коалиции, количество которых будет составлять от 800 до 1500 человек, и ещё 200 — на военной базе международной коалиции в Эт-Танфе.
<…>
23 марта США официально заявили об установлении контроля над последней территорией, которую «Исламское государство» контролировало на восточном берегу реки Евфрат в Сирии. Президент США Дональд Трамп, вернувшись к вопросу сокращения американского воинского контингента в Сирии, заявил, что в Сирии может остаться около 600 из примерно 2,5 тыс. американских военнослужащих. Несмотря на все заявления, официальные данные о численности выведенного из Сирии американского военного контингента отсутствуют. Более того — российские источники отмечают его увеличение за счёт частных военных компаний (ЧВК). Так, в конце июля 2019 года начальник главного оперативного управления Генштаба ВС РФ генерал-полковник Сергей Рудской сообщил, что численность американских ЧВК в Сирии составляет более 3,5 тыс.
С конца марта ситуация вокруг зоны деэскалации Идлиб начала ухудшаться, причём обе стороны конфликта называли друг друга виновными в нарушении меморандума о стабилизации ситуации, подписанного 17 сентября 2018 года в Сочи.
20 апреля российский вице-премьер Юрий Борисов по итогам встречи с сирийским президентом Башаром Асадом заявил, что Россия намерена подписать договор об аренде на 49 лет порта Тартус — одного из двух основных портов Сирии на Средиземном море. Там же находится единственная зарубежная база российского флота. В начале 2017 года Россия и Сирия подписали соглашение о размещении российского Военно-морского флота в порте Тартус на 49 лет. В конце 2017 года президент Владимир Путин подписал закон о ратификации соглашения с Сирией по расширению территории пункта материально-технического обеспечения в порту Тартус.
После 20 апреля резко участились бомбардировки сирийской и российской авиации в зоне деэскалации Идлиб. Российская авиация присоединилась к операции сирийских ВВС в этом районе ещё в начале марта, нанося в основном точечные удары по районам, откуда ведутся обстрелы граничащих с идлибской зоной населённых пунктов и авиабазы Хмеймим.
Несмотря на неисполнение условий сентябрьского соглашения по зоне Идлиб и желание сирийских властей вернуть контроль над этим районом, российские представители продолжали утверждать, что время для масштабной операции ещё не пришло.
В начале мая обострилась ситуация в районе зоны деэскалации Идлиб. В первой половине месяца была осуществлена наступательная операция ВС Сирии против исламистов на севере провинции Хама. Командование ВС республики поставило задачу очистить от террористов территорию на стыке провинции Идлиб с соседними районами Алеппо, Латакии и Хамы. Начатая военная операция преследовала цель обезопасить от обстрелов боевиков мирные населённые пункты в долине Сахль-эль-Габ у реки Оронт, находящиеся под защитой правительственных сил. Начиная с 21 мая боевики попытались вернуть утраченные позиции. Особенно ожесточённые бои развернулись в районе населённого пункта Кафр-Набуда. В течение мая, как и в апреле, боевики регулярно обстреливали российскую базу Хмеймим.
В течение мая правительственные силы освободили 24 населённых пункта на севере провинции Хама и значительно расширили зону своего контроля. В начале июня в связи с усилившимися контратаками боевиков командование сирийских ВС было вынуждено временно приостановить наступательные действия.
По данным базирующейся в Лондоне «Сирийской обсерватории по правам человека», за период обострения ситуации вокруг зоны деэскалации Идлиб, начавшегося в конце апреля, российская и сирийская авиация нанесли по Идлибу более тысячи ударов и между проправительственными силами и различными группировками (как ХТШ, так и вооружённой оппозиции) произошло около 4,5 тыс. столкновений. За период с 30 апреля по начало июня общее число жертв превысило 1400 человек, из них около 400 — гражданские лица. По данным ООН на 7 июня, с конца апреля в ходе боёв на северо-западе Сирии погибли 160 гражданских лиц, более 300 тыс. были вынуждены покинуть свои дома. Human Rights Watch и другие правозащитные организации обвинили Россию и Сирию в использовании кассетных и фосфорных бомб.
В начале июля президент Сирии Башар Асад произвёл масштабные перестановки в силовых структурах.
В течение июля продолжались ожесточённые бои между правительственной армией и исламистскими группировками на северо-западе провинции Хама, начавшиеся ещё в июне. По словам начальника Главного оперативного управления российского Генштаба генерал-полковника Рудского, российские ВКС во взаимодействии с турецкой стороной в течение июня-июля занимались выявлением и точечным уничтожением огневых средств террористов, их техники, вооружения и складов с боеприпасами в зоне деэскалации Идлиб, а также во взаимодействии с сирийскими ВВС отражали атаки боевиков на позиции правительственных сил.
7 августа сирийская армия, отразив контратаки боевиков, пытавшихся вернуть под свой контроль утраченные ими позиции на севере провинции Хама, перешла в наступление в направлении административной границы с соседней провинцией Идлиб и оплота группировок «Хайат Тахрир аш-Шам» и «Джейш аль-Изза» — города Хан-Шейхун, расположенного на стратегическом шоссе М5 Хама — Алеппо, в 52 км от центра провинции Идлиб. Оборонительные линии, созданные в этом районе, прикрывают проход к главному плацдарму вооружённой оппозиции в горной местности Джебель-эз-Завия у границы с Турцией. Численность населения составляет примерно 50 тыс. человек. 10-11 августа сирийская армия добилась решающего перелома в наступлении на Хан-Шейхун, освободив штурмом два населённых пункта — Эль-Хобейт (аль-Хубейт) и Сукейк, расположенные соответственно к востоку и западу от Хан-Шейхуна, что позволило начать окружение города. Занятые районы находились вне контроля сирийских властей с 2012 года. Одновременно на севере соседней провинции Хама войска прорвали оборонительные порядки террористов на линии Эль-Латамна — Кфар-Зейта — Закят, заставив их отступить к Хан-Шейхуну. 19 августа ВВС Сирии нанесли удар по турецкой колонне бронетехники, следовавшей от города Маарет-Нааман к Хан-Шейхуну, на юг зоны деэскалации Идлиб. В тот же день сирийские войска вошли в город Хан-Шейхун, блокировав турецкий наблюдательный пост № 9 в соседнем городе Морик на севере провинции Хама. 21 августа сирийские войска взяли под свой полный контроль город Хан-Шейхун. Освобождение Хан-Шейхуна откроет сирийской армии дорогу на Маарет-Нааман и Кфар-Сиджну, где находятся два других форпоста вооружённой оппозиции.
23 августа представитель Генштаба сирийской армии заявил, что ВС Сирии полностью очистили северные районы провинции Хама от оппозиционных группировок, «освободив 16 населённых пунктов на севере Хамы, а также город Хан-Шейхун на юге провинции Идлиб».
Обострение ситуации в Идлибе потребовало незапланированного визита президента Турции Реджепа Тайипа Эрдогана в Россию и встречи с российским президентом Владимиром Путиным. 27 августа в Москве Владимир Путин заявил о поддержке идеи создания зоны безопасности для Турции на её южных границах, что, по его словам, «будет хорошим условием для обеспечения территориальной целостности самой Сирии». Это заявление прозвучало неожиданно на фоне позиции сирийского руководства, считающего турецкое присутствие на территории Сирии оккупацией. Президент Путин возложил всю ответственность за обострение ситуации на террористов и заявил, что в ходе российско-турецких переговоров были намечены «дополнительные совместные меры для нейтрализации террористических очагов в Идлибе и нормализации обстановки и в этой зоне и, как следствие, в Сирии в целом».
30 августа российский Центр по примирению враждующих сторон заявил, что сирийские войска в одностороннем порядке прекратят огонь в зоне деэскалации Идлиб с 06:00 GMT+3 31 августа. Центр по примирению призвал командиров вооружённых формирований в зоне Идлиб «отказаться от проведения вооружённых провокаций и присоединиться к процессу мирного урегулирования в подконтрольных им районах». Прекращение огня было объявлено под давлением со стороны России и стало первым результатом визита в Россию президента Турции Реджепа Тайипа Эрдогана.
По словам главы МИД Турции Мевлюта Чавушоглу, в ходе переговоров Россия дала гарантии безопасности турецких наблюдательных пунктов в Идлибе, один из которых в результате сирийского наступления оказался на территории, контролируемой сирийской армией, а другие — в зоне боевых действий. 1 сентября в сирийских СМИ появилась информация, что Турция активизировала переговоры между ХТШ и «Национальным фронтом освобождения» — зонтичной структурой вооружённой оппозиции в Идлибе. Оппозиция требует от ХТШ распустить созданное ХТШ «правительство спасения» и передать в её руки административное управление в этом районе.
31 августа авиация западной коалиции во главе с США нанесла в районе между населёнными пунктами Маарет-Мисрин и Кафер-Хая (провинция Идлиб) ракетный удар по штабу группировки «Хурас ад-Дин», созданной в 2018 году боевиками, вышедшими из ХТШ, и аффилированной с террористической сетью «Аль-Каида». По информации телеканала Al-Mayadeen, в результате атаки было уничтожено более 40 боевиков и полевых командиров. Сообщается, что пострадавшие и разрушения зафиксированы не только в лагере террористов, но и в близлежащих населённых пунктах. Как заявили в Центральном командовании Вооружённых сил США, операция была направлена против лидеров боевиков, «ответственных за атаки, угрожающие гражданам США, их партнёрам и мирным жителям».
В результате американо-турецких переговоров, которые прошли в Анкаре в начале августа, было достигнуто соглашение об организации в Турции центра проведения совместных операций для создания на севере Сирии буферной зоны. При этом американские представители заявляют, что «задачей Министерства обороны США в Сирии остаётся окончательная победа над ИГ». Часть севера Сирии — в частности, территории к востоку от Евфрата — после победы над «Исламским государством» контролировались курдскими отрядами самообороны (YPG) и «Сирийскими демократическими силами», поддерживаемыми США. Принципиальная позиция Анкары состоит в том, что весь север Сирии «должен стать зоной безопасности и его нужно полностью очистить от [курдских формирований] „Сил народной самообороны“ (YPG), Партии „Демократический союз“ и Рабочей партии Курдистана», которые Турция считает террористическими. Минобороны Турции сообщило, что в результате переговоров стороны пришли к компромиссу: Турция будет контролировать зону шириной в 30-40 км вглубь сирийской территории при координации с США. При этом министр обороны США Марк Эспер заявил, что США не намерены прекращать поддержку СДС. Сирийские власти, со своей стороны, категорически отвергают договорённости между США и Турцией, касающиеся создания так называемой зоны безопасности на сирийской территории, и рассматривают их как посягательство на национальный суверенитет и нарушение международных норм и Устава ООН. Россия же рассчитывает на то, что курды и сирийские власти в результате диалога придут к соглашению о восстановлении контроля сирийского правительства над северными районами страны.
Несмотря на начало совместной деятельности турецких и американских военных, турецкая сторона осталась недовольна тем, что американцы не выполняют договорённости. Президент Эрдоган заявил, что если американцы не обеспечат безопасность на севере Сирии до конца сентября, то военное вмешательство неизбежно.
9 октября Турция объявила о начале на северо-востоке Сирии операции «Источник мира» (тур. Barış Pınarı Harekâtı). Операция вооружённых сил Турции и протурецких вооружённых формирований сирийской оппозиции (так называемой Сирийской национальной армии и др.), вторгшихся на север Сирии, была направлена против курдских вооружённых формирований YPG («Отряды народной самообороны», «Курдские отряды самообороны»), которые Турция считает террористическими, а также коалиции «Сирийские демократические силы» (СДС), созданной и финансировавшейся США для борьбы с ИГ (ядром СДС также являются курдские формирования). Объявляя о начале спецоперации, турецкий президент Реджеб Тайип Эрдоган пояснил: целью вторжения является оттеснение курдских сил от турецкой границы и создание безопасной зоны в богатом сельскохозяйственном регионе, куда смогут вернуться миллионы сирийских беженцев.
В ходе операции турецкие войска и их союзники установили контроль над сирийскими приграничными городами Рас-эль-Айн и Телль-Абьяд и соседними районами, перерезав стратегическое шоссе M4, проходящее параллельно сирийско-турецкой границе.
Начало операции фактически подтолкнуло сирийских курдов к переговорам с руководством Сирии. 13 октября представители курдской Автономной администрации северо-восточных районов при содействии российского Центра по примирению враждующих сторон в Сирии достигли соглашения с сирийским правительством о вводе правительственных войск в районы, контролируемые курдами. 14 октября сирийские подразделения начали выдвижение на север Сирии и в течение нескольких дней взяли под свой контроль города Манбидж, Кобани, Эт-Табка, Эр-Ракка и соседние районы, две гидроэлектростанции, мосты через Евфрат, а также стратегические шоссе.
США с самого начала операции отказались поддержать её и начали вывод своих вооружённых подразделений из северных районов Сирии. 17 октября США и Турция по итогам переговоров в Анкаре достигли соглашения о приостановке операции на 120 часов, чтобы дать возможность курдским отрядам покинуть создаваемую Турцией 30-километровую пограничную зону безопасности.
22 октября президенты России и Турции Владимир Путин и Реджеп Тайип Эрдоган провели в Сочи переговоры, которые закрепили новые зоны влияния на северо-востоке Сирии. Возобновления операции «Источник мира» удалось избежать. В результате переговоров президенты пришли к соглашению, суть которого заключается в сохранении статуса-кво и предоставлении 150 часов для отвода всех курдских формирований от границы с Турцией на всём её протяжении, после чего Россия и Турция начнут совместное патрулирование освобождённой курдами территории, а на границу с Турцией вернутся сирийские пограничники.

### 2020
В январе 2020 сирийская армия пересекла границы зоны деэскалации Идлиб и захватила несколько поселков внутри.
С 11 февраля Турция начала массированную переброску тяжёлого вооружения в сирийскую провинцию Идлиб, выступая против нарушения сирийской армией границ зоны деэскалации вокруг региона.
20 февраля сирийская оппозиция при поддержке турецкой армии начала масштабное наступление в Идлибе, прорвав оборону правительственной армии в районе поселения Найраб (на юго-востоке от Алеппо). 
27 февраля ВС Турции начали операцию «Весенний щит».

### 2023
По состоянию на 2023 год активные боевые действия в конфликте между сирийским правительством и повстанческими группировками в основном утихли, но время от времени вспыхивали вспышки на северо-западе Сирии. В начале 2023 года в сообщениях указывалось, что силы ИГ в Сирии в основном потерпели поражение, и в различных отдалённых местах осталось лишь несколько ячеек.
В 2023 году Турция продолжала поддерживать различные повстанческие группы в Сирии, которые периодически предпринимали попытки проведения операций против курдских группировок. Одной из заявленных целей было создание «безопасных зон» вдоль границы Турции с Сирией, согласно заявлению президента Турции Эрдогана. Операции в основном были нацелены на районы Таль-Рифаат и Манбидж к западу от Евфрата и другие районы дальше на восток. Президент Эрдоган открыто заявил о своей поддержке операций на переговорах с Москвой в середине 2022 года.
В начале 2023 года поддерживаемые Турцией повстанцы нанесли удары по курдским повстанцам, используя танки и артиллерию.
В марте сирийское правительство заявило, что не будет добиваться примирения с Турцией, если Турция не выведет все свои прокси-силы из Сирии. Это заявление было сделано в ответ на дипломатические усилия России, которая стремилась побудить Сирию и Турцию к примирению и восстановлению дипломатических отношений.
В конце марта Россия объявила, что проведет саммит, в котором примут участие заместители министров иностранных дел России, Сирии, Ирана и Турции.

### 2024
30 июня в Турции прошли антисирийские погромы.
27 ноября сирийские оппозиционные группировки во главе с ХТШ и СНА начали наступление на проправительственные силы Сирийской арабской армии (САА) в западной части провинции Алеппо. Также местные оппозиционные силы начали наступление на город Даара на юге Сирии.
29 ноября началась битва за Алеппо, 2 декабря крупнейший город Сирии был полностью взят под контроль Сирийской оппозицией (исламисткими боевиками).
В ночь на 8 декабря Дамаск пал, что ознаменовало конец правления Башар Асада в стране и положило началу интервенции Израиля в Сирию.

### 2025
В марте 2025 года в провинциях Латакия и Тартус произошли столкновения между алавитскими формированиями и проправительственными группами. Новые власти Сирии утверждают, что боевики устраивали засады на правительственные войска, 6 марта силы безопасности начали подавление зарождающегося восстания. Некоммерческая организация Сирийский центр мониторинга за соблюдением прав человека сообщила, что в ходе репрессий погибли более 1000 человек, в том числе порядка 700 мирных жителей. Представители властей отвергли «неподтвержденные фактами обвинения правительственных сил в совершении нарушений», также возложили ответственность на сторонников Асада, неорганизованные массы бойцов и мирных жителей. Телеканал CNN утверждает, что сторонники правительства массово казнят людей на месте, причём некоторые говорят об «очищении» страны.

## Вооружённая оппозиция

Государственный флаг Сирии до свержения режима Башара Асада в 2024 году

Знамя, используемое оппозицией

29 июля 2011 года было заявлено о создании Свободной сирийской армии. Она возникла в результате перехода на сторону оппозиции 7 офицеров Сирийских арабских вооружённых сил под руководством полковника Рияда Асада. Было выпущено видеообращение, призывавшее сирийских военных переходить на сторону оппозиции.
Некоторое время параллельно с ССА существовала другая структура — «Движение свободных офицеров», но после того, как его основатель подполковник Хусейн Хармуш был похищен в Турции сотрудниками сирийских спецслужб, две группировки приняли решение о слиянии. Об этом было объявлено 23 сентября 2011 года.
Уже в 2012 году сирийские власти заявляли, что на стороне оппозиции воюют иностранные боевики из многих государств мира, включая Египет, Йемен, Ливию, Ирак, Сомали, Саудовскую Аравию, Россию и Косово. Участие иностранных (преимущественно ливийских) боевиков на стороне сирийской оппозиции подтвердила и организация «Human Rights Watch».
11 ноября 2012 года в столице Катара Дохе было заявлено о создании Сирийской национальной коалиции, в состав которой вошло и крупнейшее оппозиционное объединение — Сирийский национальный совет, ранее отказывавшееся от сотрудничества с другими группировками. 12 ноября о поддержке Сирийской национальной коалиции заявил Госдепартамент США. В тот же день страны Совета сотрудничества государств Персидского залива официально объявили о признании оппозиционной Сирийской национальной коалиции в качестве законного представителя сирийского народа. 19 ноября министры иностранных дел 27 стран Евросоюза объявили о признании Национальной коалиции «законными представителями чаяний сирийского народа». В то же время Радикальные исламистские группировки, участвующие в боях в Алеппо, включая «Лива ат-Таухид» и «Фронт ан-Нусра», отказались признать Национальную коалицию.
4 января 2013 года Министерство иностранных дел Австралии предупредило граждан страны о запрете участия в боевых действиях в Сирии. Сообщалось, что в боевых действиях Сирии принимает участие свыше 100 австралийских граждан арабского происхождения.
15 сентября 2013 года The Daily Telegraph опубликовала исследование, согласно которому в Сирии силы повстанцев составляют примерно 100 тыс. человек, среди которых имеется около 10 тыс. боевиков, являющихся приверженцами глобального джихада (в том числе сторонники Аль-Каиды). Ещё около 35 тыс. радикальных исламистов ориентированы исключительно на войну внутри Сирии, а не на широкую международную борьбу. И ещё как минимум 30 тыс. повстанцев относятся к умеренным исламистам.
12 октября 2013 года глава «Аль-Каиды» Айман аз-Завахири обратился с призывом к джихадистским группировкам, воюющим в Сирии, — Фронт ан-Нусра и Исламское государство Ирака и Леванта. Он призвал их объединиться с целью создания единого фронта для свержения режима Башара Асада и установления в стране исламского государства, а также предостерёг их от любых контактов с западными и светскими потенциальными союзниками в борьбе против Асада.
10 октября 2015 года США сформировали альянс сил вооружённой оппозиции, т. н. Демократические силы Сирии (ДСС).

### Коалиции оппозиции

#### Национальный совет
19 июня 2011 года оппозиция сообщала о создании Национального совета — альтернативного правительства страны.
4 октября 2011 года в Стамбуле был создан Сирийский национальный совет, 10 октября его официально признал Переходный национальный совет Ливийской республики, признанный на тот момент частью государств мира.

#### Национальная коалиция сирийских революционных и оппозиционных сил
11 ноября 2012 года в столице Катара Дохе было объявлено о создании «Национальной коалиции сирийских революционных и оппозиционных сил», целью которой является объединение всех фракций, выступающих против президента Башара Асада, и свержение последнего.
Президентом коалиции был избран Моаз аль-Хатиб, бывший имам мечети Омейядов в Дамаске, а вице-президентами правозащитница Сухейр аль-Атаси и бывший депутат Народного совета Сирии Риад Сейф. Мустафа аль-Сабаг занял пост генерального секретаря. Совет коалиции имеет 60 мест из которых 22 выделены для Сирийского национального совета.
Национальная коалиция намеревается координировать военные действия против войск Башара Асада и управлять регионами, которые уже находятся под контролем повстанцев и отказывается от какого-либо диалога с Башаром Асадом, намереваясь добиваться его свержения, в том числе вооружёнными методами. Как заявил представитель Сирийского национального совета (СНС) в Москве Махмуд аль-Хамза:

«Была принята декларация новой коалиции. В ней первым пунктом указывается свержение режима Асада и отказ от какого-либо диалога с ним. То есть главные лозунги революции в ней присутствуют».
В январе 2013 года в рядах антиасадовской коалиции наметился раскол. Боевики группировки «Фронт ан-Нусра», связанной с «Аль-Каидой», заявили о своём желании внести коррективы в цели революции и создать шариатское государство, что вызвало негативную реакцию их союзников.
Командиры повстанцев уже заявили, что больше не будут сотрудничать с моджахедами и начнут бороться с ними уже на второй день после падения режима Башара аль-Асада. Повстанцы провели несколько боёв под Алеппо без помощи своих бывших союзников.

#### Исламская коалиция
В конце сентября 2013 года несколько крупных сирийских повстанческих группировок отвергли верховенство Национальной коалиции сирийских революционных и оппозиционных сил, которую Западный мир считает легитимным представителем всех противников режима. 13 бригад вооружённой оппозиции вышли из состава Сирийской Свободной армии и сформировали свой собственный военный альянс радикальных исламистов. Среди них — филиал Аль-Каиды в Сирии — Джебхат-ан-Нусра, и три эффективных формирования Сирийской Свободной Армии — Лива а-Тавхид, Лива аль-Ислам и Ахрар аш-Шам. Все три в своё время получали военную помощь от Соединённых Штатов. Новое джихадистское образование именует себя «Исламская Коалиция». Командиры исламистов выпустили специальный пресс-релиз, в котором сообщается, что «„Сирийская национальная коалиция“ нас не представляет, равно как и мы не признаём её полномочий. Мы призываем все гражданские и военные группы объединиться на ясной исламской основе, базирующейся на шариате, который является единственной основой законности». «Исламская коалиция» потребовала отвергнуть любую западную помощь и начала пропагандистскую кампанию против своих бывших братьев по оружию из ССА. Таким образом, предположительные союзники США в Сирии открыто перешли на сторону джихада.

### Конфликт между группировками
Несмотря на общность взглядов в отношении режима Башара Асада, внутри групп вооружённой оппозиции имеются принципиальные разногласия в том, что касается видения будущего Сирии после свержения существующего режима. Повстанцы начинали войну в надежде на демократичную и современную жизнь, тогда как джихадисты и отряды Аль-Каиды, многие из которых — иностранные наёмники, воспользовались ситуацией, чтобы продвигать идею установления в стране фундаменталистского исламского режима на основе шариата.
- Сентябрь 2013: 13 группировок заявили о выходе из НКСОРС пользующейся поддержкой ЛАГ и ЕС, позднее отделилась и крупнейшая группа оппозиции (ССА)[326].

Конфликт внутри сирийской оппозиции обострился в начале 2014 года между Свободной сирийской армией, «Армией Моджахедов» и группами, входящими в «Исламский фронт», с одной стороны, и «Исламским государством Ирака и Леванта» (ИГИЛ), с другой. Также были сообщения о столкновении Исламского фронта против ССА. Исламисты захватили оружие, принадлежавшее ССА и поставленное в Сирию Великобританией и США. Это привело к приостановке помощи от США, Великобритании и ряда других стран в пользу ССА, а некоторые отряды из ССА заявили о выходе из организации и о присоединении к более экстремистским группам.
- После своего формирования (конец 2013) коалиция Исламский фронт стала крупнейшей среди всех коалиций, при этом ИФ заявляет установку шариата в Сирии но не в Сирии и других странах, как ан-Нусра и ИГИЛ. Между этими 2 сторонами произошло не менее 24 боестолкновений в 2013 году. Как относительно умеренная, третья сторона в лице Салима Идриса (секуляристская оппозиция Сирийский национальный совет (СНС) и его военного крыла — САС открыто заявила о войне между ней и джихадистами (ИГИЛ и ан-Нусра)[329].
- Разногласия между ИГИЛ и другими повстанческими группами начались, когда ИГИЛ 18 сентября 2013 года выбило из приграничного города Аазаз представителей САС[330][331]. Оппозиционные группы обвинили группировку в пытках и необоснованных казнях на контролируемых ею территориях и в дискредитации своими действиями противников Башара Асада[332][333]. В боях между ИГИЛ и другими группами оппозиции уничтожено 274 боевика[324].
- Ан-Нусра отказалась от объединения с другой джихадистской группировкой ИГИЛ[324].
- Январь 2014. Все захваченные в плен боевики «Фронт ан-Нусра» и «Ахрар аш-Шам» были расстреляны. За неделю в столкновениях между ИГИЛ и иной оппозицией погибло 500 человек[334].
- Глава МИД РФ: «Между Исламским фронтом, „Фронтом ан-Нусра“, „Исламским государством Ирака и Леванта“ происходит переток боевиков как в сообщающихся сосудах: кто больше платит, туда они и переходят»[335].
- СМИ сообщали о боях исламистов и оппозиции, в ходе которых погибли 1400 человек[336].
- По состоянию на начало 2014 года были стабильны 3 крупные направления внутри вооружённой оппозиции. Секуляристская (САС), джихадистская (ИГИЛ) и относительно умеренные исламисты (ИФ). Эти направления регулярно в течение 2013 года (и начала 2014) доводили разногласия внутри себя и между собой до боевых, с переходами более мелких групп из одного направления в другое[326][337][338].

### Родо-племенной фактор и его воздействие на ситуацию в Сирии
На развитии политического кризиса в Сирии заметно сказывается сложная структура сирийского общества, где наряду с этноконфессиональным имеется и племенное измерение, которое оказывает существенное влияние на ход гражданской войны в стране и перспективы её завершения.
К настоящему времени традиционная племенная иерархия, власть лидеров кланов и племён значительно ослаблена. Тем не менее элементы традиционного общества сохраняются, хотя и в разной степени. В наибольшей степени племенная иерархия сохраняется в кочевых и полукочевых племенах. Среди оседлого населения отношения в большей степени регулируются семейно-клановой, а не племенной принадлежностью. Наиболее заметно влияние племенного сознания, родовых традиций, обычаев и связей проявляется среди сельского населения, мигрантов, жителей городских пригородов.
Сирийские арабские племена переселялись в Сирию с Аравийского полуострова начиная с периода арабских завоеваний VII века. Невзирая на межгосударственные границы, сирийские кланы и племена на протяжении веков сохраняют связи с соплеменниками в Ираке, Иордании, горном Ливане, Турции, странах Персидского залива. Связи поддерживаются как по линии родства, так и по каналам трудовой миграции, что наряду со строительством мечетей в районах расселения племён на средства из стран Персидского залива в 1990—2000 годы способствовало распространению салафизма.
Существенное значение имеет размещение племён в пустынных и полупустынных пограничных (с Турцией, Ираком, Иорданией, Ливаном) районах, преимущественно в районе аль-Джазиры (провинции Дейр-эз-Зор, Ракка, Хасеке), в сельских районах около городов Даръа, Хомс, Алеппо, в меньшей степени около Хамы, Дамаска и Сувейды. Кочевые и полукочевые племена всегда относились к беднейшим слоям населения. Социально-экономическое неравенство между южными и восточными районами Сирии и остальной её частью ещё более усилилось в последние годы в связи с нерешённостью проблем земле- и водопользования в пустынных и полупустынных районах, сложной экологической ситуацией и начавшейся в 2003 году засухой.
Отношения племенных структур и племенной верхушки с центральной властью во все времена были сложными и переменчивыми. При Хафезе Асаде (после 1970 года) политика в отношении племён стала более гибкой, учитывающей необходимость налаживания отношений с племенными структурами и их лидерами для контроля полупустынных районов страны. При условии лояльности режиму бедуинским племенам было дано право обеспечивать безопасность и стабильность на своей территории. Для этого они получали от властей финансовую помощь, лёгкие вооружения, средства связи, транспорт. Племенные лидеры были представлены в местных и центральных законодательных органах, выходцы из ряда племён — в армейских и гражданских институтах, министерствах внутренних дел и сельского хозяйства, президентской администрации. Власти использовали суннитские арабские племена и в своей внутренней политике. Так, в рамках плана «арабизации» в места традиционного проживания курдов в начале 1970-х годов были переселены арабы из племён Шаммар и Таи. Вооружённые отряды племени Шаммар использовались для подавления курдских выступлений.
С 2003 года, в условиях начавшейся американской оккупации Ирака, сирийский режим оказывал поддержку трансграничным арабским суннитским племенам, поддерживавшим контакты с соплеменниками в иракской провинции Анбар. В качестве ответной услуги трансграничные племена занялись нелегальной переправкой на территорию Ирака многочисленных иностранных джихадистов, используя налаженные каналы контрабандной торговли.
Начало гражданского противостояния в Сирии привело к размежеванию и на племенном уровне, связанному с племенным соперничеством, борьбой за контроль над земельными и водными ресурсами, религиозным фактором. Раскол на сторонников и противников правящего режима произошёл как между племенами, так и внутри самих племён. Часть шейхов и членов арабских суннитских племён в ряде регионов страны, в частности, в провинции Ракка, в районах Хасеке и Камышли, оказывала поддержку правительству. Были созданы военизированные племенные формирования, вошедшие в состав Национальных сил обороны (НСО), выступающих на стороне режима. Несколько раз созывался «Форум сирийских и арабских племён и кланов», выступающий против иностранного вмешательства во внутренние дела страны. Многие проживавшие в Сирии влиятельные суннитские шейхи занимали осторожную позицию, так же как и лидеры кланов, принадлежащих к этническим меньшинствам. Так, в провинции Сувейда часть лидеров друзских племён отвергла призывы влиятельных друзских лидеров, таких как Валид Джумблат, присоединиться к оппозиции. Выходец из Сувейды генерал-майор сирийской армии друз Иссам Захреддин в течение трёх с лишним лет возглавлял оборону Дейр-эз-Зора против формирований ИГ.
Другая часть арабских суннитских племён поддержала оппозицию. Наиболее активно подключилась к политической деятельности оппозиции та часть племенной верхушки, которая претендовала на самостоятельную роль в её составе. В феврале 2011 года был опубликован пресс-релиз от имени племён Баггара, Шаммар, Унейза, Наим и аль-Джабур в поддержку «демократического восстания», в марте 2011 года было объявлено о создании в Алеппо оппозиционного Союза арабских сирийских кланов и племён, претендовавшего на представительство интересов 50 % племён. Племенная верхушка, утратившая собственность и влияние и преимущественно покинувшая страну задолго до «арабской весны», попыталась воспользоваться гражданским противостоянием для восстановления своего влияния, рассчитывая в случае падения режима расширить своё представительство в будущей властной структуре Сирии. Созданный в Стамбуле оппозиционный Союз сирийских арабских племён (ССАП) занял непримиримые позиции по отношению к правящему режиму и был признан и поддержан Сирийским национальным советом (СНС) (в ноябре 2012 года СНС вошёл в состав Сирийской национальной коалиции революционных и оппозиционных сил). В мае 2012 года ССАП призвал к свержению режима и обратился к арабским странам за военной поддержкой, вплоть до создания бесполётных зон на севере или юге страны.
Племенная составляющая присутствовала и в вооружённой оппозиции. Члены племён как создавали собственные отряды, так и воевали в составе Свободной сирийской армии (ССА), в первую очередь — в районах своего проживания. При этом отношения ССА и племенных лидеров складывались неоднозначно. Если одни командиры ССА в провинции Дейр-эз-Зор отмечали тесную координацию с племенными структурами, то другие с недоверием относились к племенным лидерам, указывая на то, что большинство из них ранее поддерживало правящий режим и присоединилось к оппозиции по конъюнктурным соображениям.
Отношения племён с радикальными исламистскими (джихадистскими) группировками, такими как «Джабхат ан-Нусра» и ИГИЛ, также были противоречивы, изменчивы и во многом определялись «ситуацией на земле». После установления в 2013 году контроля ИГИЛ (многие бойцы которого являются выходцами из племён) над северо-восточными районами Сирии проживающие там суннитские племена повели себя по-разному. Так, в провинции Дейр-эз-Зор один из кланов племенной конфедерации Эгайдат (Бакир) поддержал ИГИЛ, а другой (Бу Джамаль) выступил против. Племенные ополчения конфедерации Шаммар присоединились к курдам в противостоянии с ИГИЛ, но ряд суннитских кланов, сохранявших прежде верность сирийскому правительству, присягнул на верность ИГИЛ.
Племена на подконтрольных ИГ территориях вынуждены были в своём большинстве ему подчиниться несмотря на то, что исламский экстремизм далёк от религиозной умеренности племён. ИГ жестоко расправляется с осмеливающимися оказать сопротивление племенными кланами. Так, в СМИ сообщалось о жестоком подавлении в июле 2014 года сопротивлявшегося ИГ племени Шейтат в провинции Дейр-эз-Зор, когда были убиты и казнены сотни членов этого племени. Но не только жестокостью ИГ обеспечивал себе поддержку или нейтралитет племён. Создав специальные органы «по делам племён», ИГ удовлетворял первичные социально-экономические потребности суннитских племён, уставших от хаоса. Молодёжи обещали социальное продвижение через военные или административные структуры ИГ. Велась работа с племенными лидерами. Так, в январе 2015 года сообщалось о встрече представителей руководства ИГ со старейшинами племён в провинции Хасеке, имевшей целью обеспечение их поддержки при захвате административного центра провинции. Аналогичные шаги были предприняты ИГ и в провинции Дейр-эз-Зор (2014 год).

## Иностранное участие в гражданской войне в Сирии
Распространение конфликта на соседние государства: конфликт затронул ряд стран, вынудив их на ограниченное применение военных сил.

### Поддержка вооружённой оппозиции
О своей поддержке сирийской оппозиции (НКСРОС) объявили следующие страны:
- США;
- Турция;
- Великобритания;
- Франция;
- Саудовская Аравия;
- Катар[340].

Поставки оружия и военная помощь
См.также: Timber Sycamore
Объём помощи США и Великобритания, за весь заявленный период поддержки, существенно больше 200 млн долл. — снаряжение, то есть то, что необходимо для военных действий: бронежилеты, оборудование связи, транспортные средства и т. д. Вся помощь из США оценивается в 385 млн долларов.
- в начале октября 2011 года президент Сирии Асад заявил, что повстанцы получают оружие из Турции[343].
- в ноябре 2011 года иранский телеканал Press TV сообщил, что Франция направила в Сирийскую свободную армию своих военных инструкторов[344].
- в конце января 2012 сирийское правительственное информагентство SANA сообщило, что в Хаме, Хомсе и Дамаске боевиками использовалось оружие израильского производства (в значительных масштабах). Согласно агентству, у боевиков были захвачены пулемёты и гранаты, произведённые в Израиле. Израильская радиостанция «Коль Исраэль» отметила по этому поводу, что «Дамаск впервые приводит „доказательства“ возможной причастности Израиля к оказанию помощи сирийской оппозиции»[345][346]. В июле 2012 правительственные войска захватили у боевиков несколько единиц оружия израильского производства в городе Хама[347]. 14 марта 2013 недалеко от Дамаска сирийская армия задержала грузовик с партией оружия израильского производства — в грузовике нашли снаряды, переносные ракетные установки, бронежилеты, средства связи и военные бинокли[348].
- в конце апреля 2012 армия Ливана задержала судно «Lutfallah II» под флагом Сьерра-Леоне с оружием для сирийских повстанцев[349].
- 28 июня 2012 Le Figaro сообщила о поставках саудовских гранатомётов сирийским повстанцам через Турцию[350].
- в августе 2012 премьер-министр Франции Жан-Марк Эйро сообщил, что Франция передала «представителям сирийского сопротивления» средства связи и личной защиты, а также «некоторое оборудование»[351].
- 8 октября 2012 правительственные силы обнаружили на захваченной базе боевиков в Алеппо и предъявили иностранным журналистам три ящика из-под оружия, получателем которых являлось министерство обороны Саудовской Аравии[352].
- 7 ноября 2012 один из оппозиционных лидеров, бывший сирийский магнат Риад Сейф на конференции Сирийского национального совета (СНС) в столице Катара Дохе, заявил, что президент Франции Франсуа Олланд обещал поставить оружие сирийской оппозиции, если та сумеет сплотиться[353]. 12 ноября, после съезда оппозиции в Катаре представитель Сирийского национального совета в Москве Махмуд аль-Хамза сообщил о том, что инициатор создания коалиции, Риад Сейф провёл переговоры «минимум с десятком» европейских правительств. «Эти страны — Франция, Британия, Италия, Германия и США, ведущие западные страны, плюс Катар и Саудовская Аравия», говорит аль-Хамза. Некоторые из них, со слов аль-Хамзы, пообещали дать оружие, если коалиция сумеет объединить группировки, воюющие с войсками Башара Асада, под одним командованием. «Если будет единое руководство — будет и оружие, поскольку сейчас на Западе боятся, что оружие попадёт в руки экстремистов, которые есть на территории Сирии. Создание военного руководства для всех вооружённых групп решит такую проблему, и можно будет получить качественное оружие, способное противостоять режиму Асада», — сказал аль-Хамза[354]. 13 ноября представитель Национальной коалиции Ясер Таббара заявил, что Запад обещал Национальной коалиции военную помощь в том случае, если она к 16 ноября сможет сформировать единый фронт[355].
- Была создана «Группа друзей Сирии». Запад и страны Залива посылают им деньги, оружие и специалистов. Сирийских боевиков на местах уже обучают французские, британские и катарские инструкторы (после их прибытия число жертв среди сирийских военнослужащих резко выросло). В поддержку оппозиции направляют «воинов-интернационалистов», ходят слухи, что на турецкие аэродромы вблизи сирийской границы садятся самолёты с ливийскими добровольцами, а в Сирии уже не раз ловили исламистских бойцов из Туниса[89].
- в декабре 2012 года Саудовская Аравия начала поставки оружия югославского производства из Хорватии для сирийской оппозиции[356]
- 28 мая 2013 года в Брюсселе Европейский Союз не продлил эмбарго на поставки оружия сирийским повстанцам, а также сохранил и ввёл новые экономические санкции против официального правительства Сирии. При этом прозвучали заявления, что немедленных поставок оружия не будет. Таким образом с 1 июня 2013 года принимать решение о поставках вооружения повстанцам будет каждая из стран Евросоюза в отдельности. Россия резко осудила такой шаг, как создающий препятствия на пути мирного урегулирования конфликта, при этом поставки комплексов С-300 будут продолжены для сдерживания ситуации[357][358][359].
- В 2013 году, по сообщению газеты «New York Times», поставка переносных зенитных ракетных комплексов FN-6 и других видов современного вооружения сирийским боевикам была осуществлена правительством Судана, при финансовой поддержке Катара[360].
- По сообщению (2014 год) представителей Сирийского наблюдательного совета по правам человека, боевики захватили три боевых самолёта МИГ-21 и МИГ-23 на аэродроме города Алеппо и проходят лётную подготовку под руководством иракских военных, служивших в армии Саддама Хусейна[361].

19 июня 2017 года ВВС международной коалиции во главе с США сбили сирийский истребитель в районе города Ракка  (истребитель участвовал в операции против группировки «Исламское государство», которую проводит в этом районе сирийская армия и ополченцы), пилот был впоследствии спасён. Поводом для атаки было заявлено то, что этот самолёт сбросил бомбы вблизи позиций поддерживаемой США ДСС; на следующий день коалиция сбила БПЛА Shahed-129 ВВС Сирии, рядом с районом Эт-Танф.

### Поддержка правительства Сирии
Против смены власти в Сирии вооружённым путём и за решение внутриполитических проблем посредством переговорного процесса с самого начала вооружённого конфликта выступали страны БРИКС — Китай, Россия, Индия, Бразилия, ЮАР, а также Иран и ряд латиноамериканских стран.
С начала гражданской войны Россия поддерживает сирийское правительство поставками оружия, обучением специалистов и направлением военных советников. В октябре 2011 года и в феврале 2012 года Россия блокировала антисирийские резолюции в Совете Безопасности ООН, поскольку эти резолюции подразумевали возможность введения санкций или даже военной интервенции против правительства Башара Асада.
В сентябре 2015 года Совет Федерации дал согласие на использование российских вооружённых сил в Сирии по просьбе президента Башара Асада. Непосредственное участие России в войне в Сирии стало важнейшим событием в новейшей российской истории, поскольку никогда прежде вооружённые силы России не участвовали напрямую в военных действиях на территории арабских стран. При этом Запад обвинял Россию в том, что российская авиация наносила удары не только по вооружённым формированиям Исламского государства, но и по сирийским повстанческим группировкам.
- С 2011 года у средиземноморского побережья Сирии постоянно находится группировка российских боевых кораблей; также российские СМИ с эфирным вещанием в мире постоянно уделяют внимание конфликту, акцентируя на негативном облике оппозиции[370].
- 16 июня 2013 года руководство Ирана приняло решение о направлении в Сирию 4 тыс. военнослужащих Корпуса стражей исламской революции для поддержки президента Башара Асада[371]. Известны случаи не только прямой поддержки Ираном правительства Сирии, но и гибель высокопоставленных иранцев в Сирии при реализации содействия[372].

В июле 2013 кувейтская газета Alrai со ссылкой на оппозицию сообщила, что на стороне президента Башара Асада сражаются 60 тыс. иностранных боевиков.
5 февраля 2012 года один из руководителей военизированной ливанской организации «Хезболла» в интервью кувейтской газете «Ар-Райя» заявил:

Наша организация не допустит падения правительства Башара Асада, который является нашим стратегическим союзником. Если понадобится, мы начнём войну против сионистских оккупантов, чтобы ослабить военно-политический нажим на Башара Асада и отвлечь внимание мировой прессы от сирийской проблемы.

Поставки оружия и военная помощь
- 5 ноября 2012 министр иностранных дел РФ Сергей Лавров сообщил, что Россия продала сирийской армии президента Башара Асада за последний год оружия на 1 млрд долларов. Оружие продавалось и поставлялось сирийской стороне в рамках соглашений, подписанных ещё в советские времена. В интервью египетским СМИ Лавров отметил, что «Россия не занимает чьей-либо стороны в вооружённом конфликте в Сирии», «…мы помогаем Сирии в организации обороны её границ от внешнего врага»[375]. 
Предполагается, что поставки российского вооружения правительству Сирии осуществляются с использованием десантных кораблей ВМФ России (т. н. Сирийский экспресс).
- 11 января 2012 судно Chariot под флагом государства Сент-Винсент и Гренадины, принадлежащее компании Westberg Ltd., было досмотрено в кипрском порту Лимассол на пути из Санкт-Петербурга в сирийский порт Латакия. Сообщается, что на борту Chariot находились патроны. Несмотря на введённое Евросоюзом эмбарго на поставки оружия в Сирию, власти Кипра позволили Chariot продолжить путь с условием, что судно изменит маршрут. Они ожидали, что Chariot направится в Турцию. Однако затем власти Турции объявили, что судно прибыло в сирийский порт Тартус, где расположена российская военно-морская база и при этом с него были сняты приборы, распространяющие сигналы о местонахождении судна. По этому поводу власти США обратились к властям России с просьбой разъяснить характер перевозимого груза[376].
- 12 июня 2012 года глава Госдепартамента США Х. Клинтон обвинила Россию в поставках Дамаску ударных боевых вертолётов, которые сирийские власти используют против антиправительственных демонстрантов. Через три дня после заявления Клинтон США признали, что Россия не отправляла в Сирию новые вертолёты, а лишь вернула три отремонтированных Ми-25, контракт на ремонт которых был заключён в 2008 году, задолго до начала антиправительственных протестов в Сирии, о чём неоднократно заявляли представители российских властей. Глава британского МИДа на встрече с главой МИД РФ С. В. Лавровым 14 июня подчеркнул, что «все оборонные поставки в Сирию должны быть прекращены»[377]. 
19 июня перевозившее эти вертолёты судно «Алаид» было остановлено у побережья Шотландии, после того как британский страховщик Standard Club аннулировал его страховку (а также страховку других судов российской компании, которой принадлежало судно). Своё решение Standard Club мотивировало тем, что, по её данным, сухогруз перевозил вооружение в Сирию[378].
- 10 октября 2012 истребители ВВС Турции F-16 вынудили совершить посадку в аэропорту Анкары сирийский авиалайнер Airbus А-320  компании «Syrian Air» c 35 пассажирами на борту, выполнявший полёт из Москвы в Дамаск, по подозрению, что на его борту может находиться оружие. После пятичасового обыска Турция отпустила самолёт, изъяв 12 ящиков. Премьер-министр Турции Реджеп Тайип Эрдоган официально заявил, что самолёт «перевозил боеприпасы и военное оборудование» (по неофициальным данным турецких СМИ, было обнаружено оборудование для армейской радиосвязи, а также агрегаты, которые могут служить компонентами ракет)[379]. Глава МИД Турции заявил, что «изъятый груз является запрещённым и без специальных разрешений и документов не подлежит транспортировке, тем более гражданской авиацией»[380]. Руководитель пресс-центра аэропорта Внуково сообщила, что «никаких предметов, которые были бы запрещены к перевозке авиационными правилами на борту не было»[381]. МИД Сирии сообщил, что А-320 не перевозил запрещённых грузов, потребовал возвращения груза и отметил, что «принуждение турецкими властями гражданского авиалайнера сделать посадку силовым путём является нарушением даже тех законов, которые дают право на обыск авиалайнеров, пролетающих над территорией того или иного государства»[382]. 
В середине октября представитель МИД РФ Александр Лукашевич сообщил: «Это был абсолютно легальный груз — электрооборудование для РЛС»[383].
- 19 декабря 2012 года израильский интернет-сайт Дебка сообщил, что российские военные корабли выгрузили в сирийском порту Тартус 24 оперативно-тактических ракетных комплекса 9K720 «Искандер»[384][385].
- 30 мая 2013 года. Газета The Washington Post опубликовала документ — заказ на оружие, который командование сирийской армии отправило в «Рособоронэкспорт» 12 марта 2013 года. В письме главы Бюро обеспечения сирийской армии дивизионного генерала Али Аль-Салима на имя генерального директора «Рособоронэкспорта» генерал-майора в отставке Анатолия Исайкина, выражается заинтересованность в приобретении стрелковых видов оружия и боеприпасов к ним: 20 000 автоматов Калашникова со складным прикладом, 1000 укороченных автоматов АК калибра 5,45 мм со складным прикладом, и 20 миллионов патронов калибра 7,62; 1 миллион патронов калибра 5,45 мм; 300 комплектов гранатомётов РПГ-7; 25 гранатомётов АГС; 1100 подствольных гранатомётов и 1 миллион снарядов к ним; 1260 пулемётов разных, из них 400 штук пулемётов «КОРД» со станком, 100 штук пулемётов «КОРД»-на сошках, 400 штук пулемётов ПКС -со станком, 100 штук пулемётов ПК -на сошках, 60 пулемётов калибра 14,5 мм. А также, 300 тысяч выстрелов для миномётов АГС, 100 000 ручных оборонительных гранат, магазины для АК 7,62 мм, снайперские патроны в количестве 10 000 штук, 100 штук ночных прицелов для снайперских винтовок калибра 12,5 мм, анти-снайперские детекторы (50 штук). Письмо написано на русском языке: «Просим дать ваши указания соответствующим органам для проработки нашей заявки в возможно короткий срок. Благодарим за сотрудничество», — говорится в конце письма[386].
- Июнь 2013 — иракское правительство приняло специальный акт, по которому в Сирию на льготных условиях поставляются оружие и боеприпасы, закупленные на мировых рынках, а также горюче-смазочные материалы для армии (ранее между Ираком и Сирией была напряжённость)[387].
- Июль 2013 — телеканал Akhabar Alaan со ссылкой на офицера сирийской армии сообщает, что для наблюдения за оппозиционными силами армия использует видеокамеры российского производства. Камеры могут снимать на расстоянии до 10 км в условиях плохой видимости и в темноте[388].
- 30 сентября 2015 года — российская авиация начала боевые операции в Сирии[389].

## Ситуация с химическим оружием
Первые сообщения о применении химического оружия в ходе сирийского конфликта появились 19 марта 2013 года — сирийские власти заявили, что оппозиция применила его в ходе боёв в районе селения Хан-эль-Асаль (провинция Алеппо).
21 августа 2013 года в СМИ появились сообщения о применении газа зарин в пригороде Дамаска Восточной Гуте. В результате химической атаки, по сообщениям, погибли от 600 до 1,3 тыс. человек. Власти Сирии и оппозиция отвергали обвинения в проведении химической атаки, возлагая ответственность друг на друга. США обвинили правительственные силы в осуществлении атаки. Франция и США при поддержке ряда арабских государств серьёзно рассматривали вопрос о нанесении ударов по Сирии. Президент США Барак Обама неоднократно заявлял, что применение в Сирии химического оружия будет рассматриваться как переход через «красную линию», после которого международное сообщество будет обязано вмешаться в ситуацию. 29 августа на заседании Совбеза ООН Россия и Китай наложили вето на соответствующий проект резолюции.
10 сентября 2013 года по итогам переговоров в Москве Сергея Лаврова и министра иностранных дел Сирии Валида Муаллема Сирия согласилась поставить свои запасы химического оружия под международный контроль. 13 сентября президент Асад подписал документ о присоединении страны к конвенции по запрещению химического оружия. Спустя три дня Сирия представила Организации по запрещению химического оружия (ОЗХО) всю информацию о боевых отравляющих веществах на её территории. 14 сентября в Женеве Сергей Лавров и Джон Керри достигли рамочной договорённости об уничтожении сирийского химического оружия до середины 2014 года. 27 сентября Совбез ООН единогласно принял соответствующую резолюцию, а 14 октября Сирия стала 190-м членом ОЗХО. Детальный план ликвидации арсеналов её химического оружия был утверждён исполнительным советом ОЗХО 15 ноября.
27 декабря 2014 года в Москве эксперты из России, США, Китая, Сирии, Норвегии, Дании и ООН обсудили организацию безопасного вывоза химического оружия. Первая его партия покинула Сирию на датском судне 7 января 2014 года. С 7 июля по 13 августа в Средиземном море на борту американского судна Cape Ray были уничтожены наиболее опасные химикаты. В январе 2015 года в Сирии начали ликвидировать объекты по производству и хранению химоружия.
В августе 2015 года был учреждён совместный механизм ООН и ОЗХО по расследованию случаев применения химического оружия. 4 января 2016 года ОЗХО подтвердила завершение процесса уничтожения химического оружия, заявленного правительством Сирии. Работы проводились на предприятиях США, Финляндии, Великобритании и Германии.
12 объектов по производству химического оружия в Сирии предполагалось уничтожить до конца 2015 года, однако в связи с осложнением ситуации специалисты ОЗХО не смогли подтвердить ликвидацию всех объектов.
4 апреля 2017 года стало известно о химической атаке в сирийском городе Хан-Шейхун, жертвами которой стали более 80 человек. США обвинили в нападении власти Сирии, и 7 апреля по приказу президента США Дональда Трампа американские военные корабли из акватории Средиземного моря нанесли массированный ракетный удар по сирийской авиабазе Эш-Шайрат (провинция Хомс, 40 км от города Хомса). В России этот удар назвали агрессией против суверенного государства.
26 октября 2017 года в Совете Безопасности ООН был распространён доклад совместного механизма ОЗХО-ООН по расследованию случаев применения химического оружия в Сирии. В докладе говорилось, что за использование зарина в сирийском городе Хан-Шейхун несёт ответственность Сирийская Арабская республика, а за атаку в населённом пункте Ум-Хош в сентябре 2016 года с использованием сернистого иприта ответственность несёт ИГ. Российская сторона оценила доклад как любительский и основанный на предположениях и избирательном использовании фактов.
18 ноября 2017 года совместный механизм ОЗХО-ООН по расследованию химических атак в Сирии прекратил своё существование, поскольку Совет Безопасности ООН не смог договориться о продлении мандата экспертов, расследовавших применение химического оружия. Россия наложила вето на американский проект резолюции. В свою очередь, семь стран отказались поддержать предложенный Россией, Боливией и Китаем вариант резолюции.
7 апреля 2018 года несколько неправительственных организаций обвинили правительственные войска в химической атаке против жителей города Дума (Восточная Гута). В Дамаске и Москве отвергли эти обвинения, назвав опубликованные видеоматериалы постановочными и фейковыми. Тем не менее Госдепартамент США в беспрецедентно категоричной форме возложил на Россию и Иран ответственность за якобы имевшее место в Сирии применение химического оружия правительственными силами, а президент Трамп предупредил, что за поддержку Асада России «придётся заплатить большую цену». Инцидент в Восточной Гуте произошёл на фоне углубляющегося кризиса в отношениях России с США и Западом в целом, при этом США продемонстрировали решимость идти на дальнейшее обострение отношений, чреватое угрозой прямого военного столкновения с Россией на сирийской территории.

## Жертвы

### Военные преступления
За весь период конфликта от различных авторитетных международных организаций и СМИ постоянно поступают многочисленные сообщения о различных преступлениях, совершаемых сторонами конфликта.
- 1 июня 2012 года. На специальной сессии Совета по правам человека, проходящей в Женеве обсуждались вопросы по ухудшению ситуации с правами человека в Сирии и убийствам в Хуле. По данным предварительного расследования, 25 мая 2012 там были убиты 108 гражданских лиц, в том числе 49 детей и 34 женщины. Верховный комиссар ООН по правам человека Нави Пиллэй заявила:

Эти действия могут быть квалифицированы как преступления против человечности и как другие международные преступления. Они могут рассматриваться как часть широкомасштабных или систематических нападений на гражданское население, которые безнаказанно совершаются в Сирии.
Верховный комиссар ООН по правам человека Нави Пиллэй призвала власти Сирии допустить проведение независимого расследования информации о том, что преступления против гражданских лиц в Сирии совершаются террористами. Она отметила, что официальный Дамаск относит эти нарушения к террористам. Вину за преступления в Сирии Пиллэй возлагает как на правительство, так и на оппозицию. Власти, по её словам, обстреливают районы проживания мирных граждан, убивают оппозиционеров, применяют пытки. Оппозицию она обвиняет в убийствах предполагаемых информаторов правительства, применении взрывных устройств, в использовании детей в качестве «живого щита».
Нави Пиллэй утверждает, что в распоряжении Управления ООН по правам человека имеются задокументированные сообщения о пытках и казнях детей и убийствах целых семей, включая грудных детей.
11 сентября 2013 года опубликован доклад комиссии ООН по расследованию нарушений прав человека в Сирии, которую возглавляет Паулу Пиньейру из Бразилии. Из доклада следует, что правительственные войска Сирии совершили военные преступления в ходе борьбы за отвоёвывание территорий, захваченных повстанцами. Эти преступления включают в себя убийство мирных граждан и бомбардировку больниц.
Одновременно, исламские боевики, воюющие на стороне оппозиции, также совершили ряд военных преступлений: казни без суда и следствия, захват заложников и обстрелы жилых кварталов. Данные, приведённые в докладе, охватывают период с 15 мая по 15 июля 2013 года. Международная организация «Human Rights Watch» (HRW) обнародовала доклад о преступлениях боевиков (вооружённой оппозиции) в Сирии, выдержки из которого приводит британская газета «The Telegraph» (конец 2013 года): «Доказательства, собранные Хьюман Райтс Вотч, наводят на мысль, что убийства, захват заложников и другие злоупотребления со стороны оппозиционных сил достигли уровня преступлений против человечности, — делается вывод в докладе. — Масштаб и организация этих преступлений показывают, что они носят систематический характер, а также планируются как часть атаки на гражданское население».
С 2013 года происходило уничтожение сирийских христиан, курдов, шиитов, езидов, со стороны ИГ.
В феврале 2017 года Atlantic Council опубликовал доклад о преступлениях РФ в Алеппо.

### Террористические акты
В Сирии регулярно происходят террористические акты, направленные главным образом против мирных жителей Сирии. Объектами актов чаще всего служат места наибольшего скопления людей: площади, рынки, больницы, школы, университеты. Также от терактов страдают христианские церкви, мечети, синагоги.

### Гибель журналистов
- 3 мая 2013 года. В докладе правозащитной организации Международная амнистия утверждается, что по меньшей мере 36 журналистов были умышленно убиты в Сирии с начала конфликта. Организация отмечает, что и правительственные силы, и повстанцы сознательно нападают на репортёров. Хотя правозащитники винят в происходящем обе стороны, отмечается, что нарушения со стороны правительственных сил значительно масштабнее[403].
- 27 мая 2013 года была убита снайпером журналистка сирийского государственного телеканала «Аль-Ихбария» Яра Аббас в районе города Кусейр во время освещения наступления правительственных сил на повстанцев[404].

## Религиозные гонения. Разграбление религиозных объектов и памятников архитектуры
Христиане, которые до конфликта составляли около 5 % населения страны
не испытывали гонений со стороны власти, в подавляющем большинстве остались лояльны правительству, опасаясь, что победа оппозиции будет угрожать самому существованию общины. Христиане в связи с этим испытали наибольшие притеснения со стороны боевиков. Не менее 1200 христиан погибли, не менее 450 тысяч (из 2 миллионов) христиан различных деноминаций покинули Сирию. Миномётные обстрелы христианских кварталов Дамаска и Алеппо были повседневным явлением. Рядовым явлением стали и похищения и убийства духовных деятелей. Так, в январе 2012 года во время беспорядков в городе Хама был застрелен православный священник Василий Нассер. 22 апреля 2013 года на дороге из Антиохии в Алеппо боевики захватили православного митрополита Алеппского Павла (Язиджи) и сиро-яковитского митрополита Алеппского Григория Иоанна Ибрагима. Достоверной информации об их дальнейшей судьбе нет до сих пор.
Боевики разрушили десятки христианских церквей. В частности, вооружённые экстремисты напали на древний православный монастырь Ильи-пророка в окрестностях города Эль-Кусейр, в 20 км от сирийско-ливанской границы. Боевики опустошили христианскую обитель, вынесли церковную утварь, взорвали колокольню, разрушили алтарь, купель, снесли статую ветхозаветного пророка, чтимого в Сирии как христианами, так и мусульманами. Возраст обители превышает полторы тысячи лет, она находилась под охраной государства как архитектурный памятник. В сентябре 2013 года боевики ворвались в греко-католическую церковь Богоматери в городе Ракка, сожгли предметы христианского культа, уничтожили статуи и кресты внутри церкви и сбросили крест с колокольни. В армянской католической церкви террористы сбили крест с колокольни.
В конце июля 2013 года в Ракке был похищен итальянский священник Паоло Даль’Ольо. 14 августа агентство Reuters сообщило, что похитители казнили его, отрезав ему голову и переломав позвоночник. Он стал третьим священником, убитым исламистами летом 2013 года. Ранее в интернете была размещена шокирующая видеозапись казни священника-францисканца отца Франсуа Мурада и ещё одного человека из его окружения. Как и отца Паоло Даль’Ольо, боевики обезглавили их.
В декабре 2013 года боевиками был захвачен монастырь Святой первомученицы равноапостольной Фёклы в городе Маалула. Двенадцать местных монахинь были похищены.
Мятежники, большинство которых составляли сунниты, нападали на объекты почитания приверженцев другого направления в исламе — шиитов. Так, 1 июня 2013 года сирийские мятежники атаковали в ливанском Баальбеке одну из шиитских святынь — могилу Сайиды Хавла, праправнучки пророка Мухаммеда. В результате обстрела мавзолей получил повреждения.
В ходе вооружённого конфликта на захваченных территориях антиправительственные формирования организовали разграбление музеев и археологических объектов. На вырученные средства покупались оружие и боеприпасы.

## Беженцы
Развернувшийся вооружённый конфликт привёл к массовому потоку беженцев, желающих покинуть территорию боевых действий.
По оценкам российских военных на конец 2018 года, за период боевых действий начиная с 2011 года Сирию покинули более 6,9 млн беженцев. Согласно данным Управления Верховного комиссара ООН по делам беженцев, на 1 декабря 2018 г. в 45 государствах находилось 6 664 415 официально зарегистрированных сирийских беженцев, в том числе 1 999 325 женщин и 3 398 852 ребёнка. Большинство беженцев из этого числа находилось в следующих государствах: Турция (3,6 млн.), Ливан (ок. 952 тыс.), Иордания (ок. 674 тыс.), Германия (ок. 534 тыс.), Ирак (ок. 252 тыс.). Оценочно, изъявляли желание вернуться на родину 1,7 млн сирийцев из десяти стран мира (в основном Ливан, Турция, Германия, Иордания, Ирак, Египет). По состоянию на декабрь 2018 года, в 412 населённых пунктах, наименее пострадавших от военных действий, были развёрнуты пункты приёма и размещения беженцев примерно на 1,5 млн мест. Возвращение беженцев затрудняет то, что в крупных городах и населённых пунктах, находившихся в зоне боевых действий, инфраструктура, по разным оценкам, разрушена на 40-70 %.

## Экономические последствия
Вооружённый конфликт и наложенные на Сирию экономические санкции имели катастрофические последствия для сирийской экономики. Сильнейший удар был нанесён индустрии туризма, дававшей ежегодно $8 млрд стране, привлекавшей иностранную валюту и составлявшей 12 % ВВП Сирии. Сирийская экономика лишилась практически всей нефтяной отрасли. Прекратились иностранные инвестиции.
К маю 2012 года убытки от международных санкций в отношении Сирии составили $4 млрд, санкции привели к дефициту товаров первой необходимости.
Как заявил в 2013 году представитель Управления ООН по координации гуманитарных вопросов, для того, чтобы возобновить нормальную жизнь в Сирии и отстроить все разрушенные здания, уйдут десятилетия.
По оценке Управления Верховного комиссара ООН по делам беженцев (УВКБ) на 2013 год, существование почти половины населения Сирии зависит от гуманитарной помощи. Гуманитарную помощь получают миллионы сирийских беженцев и внутренне перемещённых лиц, причём продолжающееся насилие приводит к новым перемещениям гражданских лиц и ограничивает доступ к нуждающимся в помощи.
В марте 2014 года премьер-министр Сирии Валид аль-Хальки заявил, что ущерб от боевых действий за три года войны составил 4,7 триллиона фунтов (около $31,2 млрд).

## Дипломатические усилия по урегулированию конфликта

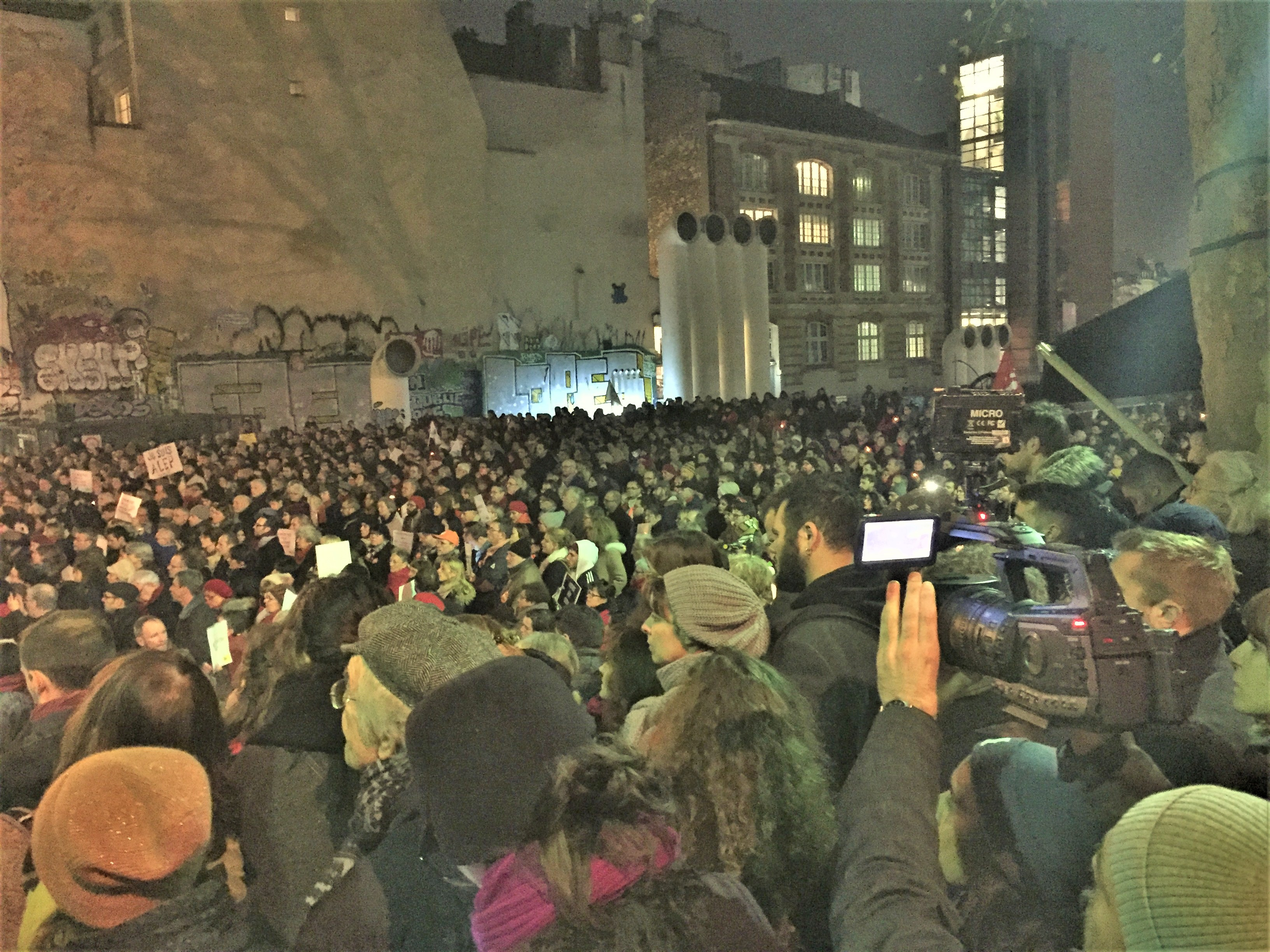
Антивоенные демонстрации, Париж, 14 декабря 2016 г.

Попытки остановить кровопролитие в Сирии предпринимались с самого начала протестов в 2011 году. Западные страны настаивали на принятии Советом Безопасности ООН самых жёстких мер против правительства Башара Асада. Однако предлагались и другие варианты урегулирования конфликта, предусматривающие передачу власти мирным путём.
В январе 2012 года Лига арабских государств выдвинула свой план урегулирования сирийского кризиса, предусматривавший передачу власти президентом Башаром Асадом вице-президенту Фаруку аш-Шараа, формирование правительства национального единства, проведение выборов при участии иностранных наблюдателей, реформирование служб безопасности, разработку новой конституции и её утверждение на всенародном референдуме. План также предполагал создание независимой комиссии по расследованию преступлений против гражданского населения.
На основе этого предложения Совет Безопасности ООН вынес на голосование проект резолюции, который поддержали 13 из 15 государств — членов Совета. Россия и КНР, однако, заблокировали принятие резолюции, пользуясь своим правом вето. Представители России усматривали в тексте резолюции угрозу военного вторжения в Сирию и повторение «ливийского сценария».
В качестве ответной реакции на блокирование этой резолюции была создана так называемая Группа «Друзья Сирии» — международная группа государств (США, Канада, Великобритания, Германия, Италия, Франция, Турция, Египет, Иордания, Катар, ОАЭ, Саудовская Аравия и др.), представители которых в 2012—2014 годах периодически встречались для обсуждения ситуации в Сирии вне рамок Совета Безопасности ООН. В конференциях «Друзей Сирии» принимали участие международные организации: Лига арабских государств, Европейский союз, Совет сотрудничества арабских государств Персидского залива, Организация исламского сотрудничества и другие. Сирийскую оппозицию представляла Национальная коалиция сирийских революционных и оппозиционных сил.
В марте 2012 года мирный план по урегулированию вооружённого конфликта в Сирии предложил специальный посланник генерального секретаря ООН Кофи Аннан. Планом, в частности, предусматривалось прекращение вооружённого насилия всеми сторонами под эффективным контролем специального механизма ООН, оказание гуманитарной помощи пострадавшим и начало инклюзивного межсирийского политического диалога. В первую очередь требования мирного плана были адресованы властям Сирии, которые должны были «учесть чаяния и устремления сирийского народа», прекратить боевые действия и отвести тяжёлые вооружения от городов. Аналогичные обязательства должна была выполнить и сирийская оппозиция. В середине апреля было объявлено перемирие, на территорию Сирии прибыло несколько сотен наблюдателей ООН. В конце мая перемирие было сорвано, и в начале июня вооружённые действия возобновились. В августе 2012 года в связи с крахом усилий по урегулированию кризиса Кофи Аннан подал в отставку.
В 2014—2019 годах специальным посланником генерального секретаря ООН в Сирии был итальянский дипломат Стаффан де Мистура, назначенный после ухода в отставку Кофи Аннана.
Осенью 2015 года прошли Венские мирные переговоры по Сирии, которые стали очередной попыткой разрешить вооружённый конфликт в Сирии после того, как предыдущий переговорный процесс с 2011 по 2014 годы завершился неудачей. Поводом для инициирования нового переговорного процесса стала военная операция российских ВКС в Сирии, начатая 30 сентября 2015 года. Действия России изменили баланс сил в пользу президента Башара Асада. Таким образом, намерение оппозиции, поддерживаемой Саудовской Аравией, США и странами ЕС, отстранить Башара Асада от власти, оказалось под угрозой. Выработанный в Вене новый план мирного урегулирования по Сирии предусматривал начало межсирийских переговоров в Женеве под эгидой ООН, которые прошли в 2016 году.
В январе 2017 года начались мирные переговоры в астанинском формате, инициированные так называемой Астанинской тройкой — Россией, Турцией и Ираном. В результате астанинского процесса был выработан состав конституционного комитета, который в конце 2019 года приступил к работе над проектом новой конституции Сирии.

### Лига арабских государств и Сирия
В ноябре 2011 года ЛАГ приостановила участие Сирийской Арабской Республики в деятельности организации, посчитав неприемлемым применение насилия со стороны правительства страны против демонстрантов.
На 24-м саммите ЛАГ в марте 2013 года было официально разрешено странам-членам этой организации оказывать военную помощь сирийской оппозиции, добивавшейся свержения Башара Асада. В ЛАГ полагали, что вооружение оппозиции сбалансирует силы противников в Сирии и ускорит достижение политического решения.
В марте 2014 года ЛАГ осудила «массовые убийства мирных жителей» и призвала все стороны конфликта приложить усилия для прекращения гражданской войны.
После долгих обсуждений 7 мая 2023 года членство Сирии было восстановлено.